# Ligne M2 du métro de Lausanne
Pour les articles homonymes, voir M2.
La ligne M2 du métro de Lausanne est l'une des deux lignes du métro de Lausanne. Cette première et unique ligne de métro automatique de Suisse, ouverte en 2008, relie aujourd'hui la station Ouchy-Olympique au sud, à la station Croisettes, au nord. Avec une longueur de 5,95 kilomètres, elle constitue une voie de communication nord-sud majeure pour la ville : c'est la ligne de métro la plus fréquentée du réseau avec 36,1 millions de voyageurs en 2024.
La ligne de métro automatique a été construite par transformation de l'ancien chemin de fer à crémaillère composé des anciennes lignes Lausanne-Ouchy et Lausanne-Gare ouvertes en 1954 et 1958 et fermées en 2006. Ces anciennes lignes étaient elles-mêmes issues d'anciens funiculaires (ou plutôt un ascenseur incliné dans le cas du Lausanne-Gare) ouverts en 1877 et 1879.
Cela fait de Lausanne la plus petite ville au monde dotée d'un métro, titre détenu jusqu'alors par Rennes en France, dont le métro avait ouvert en 2002.

## Du funiculaire au chemin de fer à crémaillère

### Chronologie
- mars 1877, mise en service du funiculaire Lausanne-Ouchy (LO), reliant le port d'Ouchy au Flon via la gare CFF ;
- décembre 1879, mise en service du funiculaire Lausanne-Gare (LG), reliant la gare CFF au Flon, parallèle au premier ;
- octobre 1954, conversion du LG en chemin de fer à crémaillère ;
- mai 1958, conversion à son tour du LO en chemin de fer à crémaillère ;
- 1984, rachat du Chemin de fer du Lausanne-Ouchy SA par la ville de Lausanne ;
- octobre 1993, début de la planification du projet de remplacement du Lausanne-Ouchy et de son extension jusqu'à Épalinges ;
- janvier 1997, annonce de la transformation en métro sur pneumatiques ;
- de septembre à octobre 2000 : enquête publique ;
- octobre 2000, annonce du renommage du Lausanne-Ouchy en M2, le TSOL devient quant à lui le M1 ;
- juin 2002, décision du Conseil d'État de finaliser le projet, après qu'il a été gelé presque deux ans pour des raisons financières ;
- septembre 2002, publication du décret concernant la participation du canton au financement de la réalisation de la ligne M2[1] ;
- novembre 2002, votation populaire, le oui l'emporte à 62 % avec une participation de 51 %[2] ;
- mars 2004, début des travaux du M2 sur la partie nord de la ligne ;
- janvier 2006, arrêt de l'exploitation du Lausanne-Ouchy pour permettre sa transformation (partie sud de la ligne)[3] ;
- 18 septembre 2008, inauguration officielle du M2 suivie de trois jours de festivités ;
- 27 octobre 2008, mise en service commerciale du M2.

### Genèse du funiculaire (1871 - 1874)

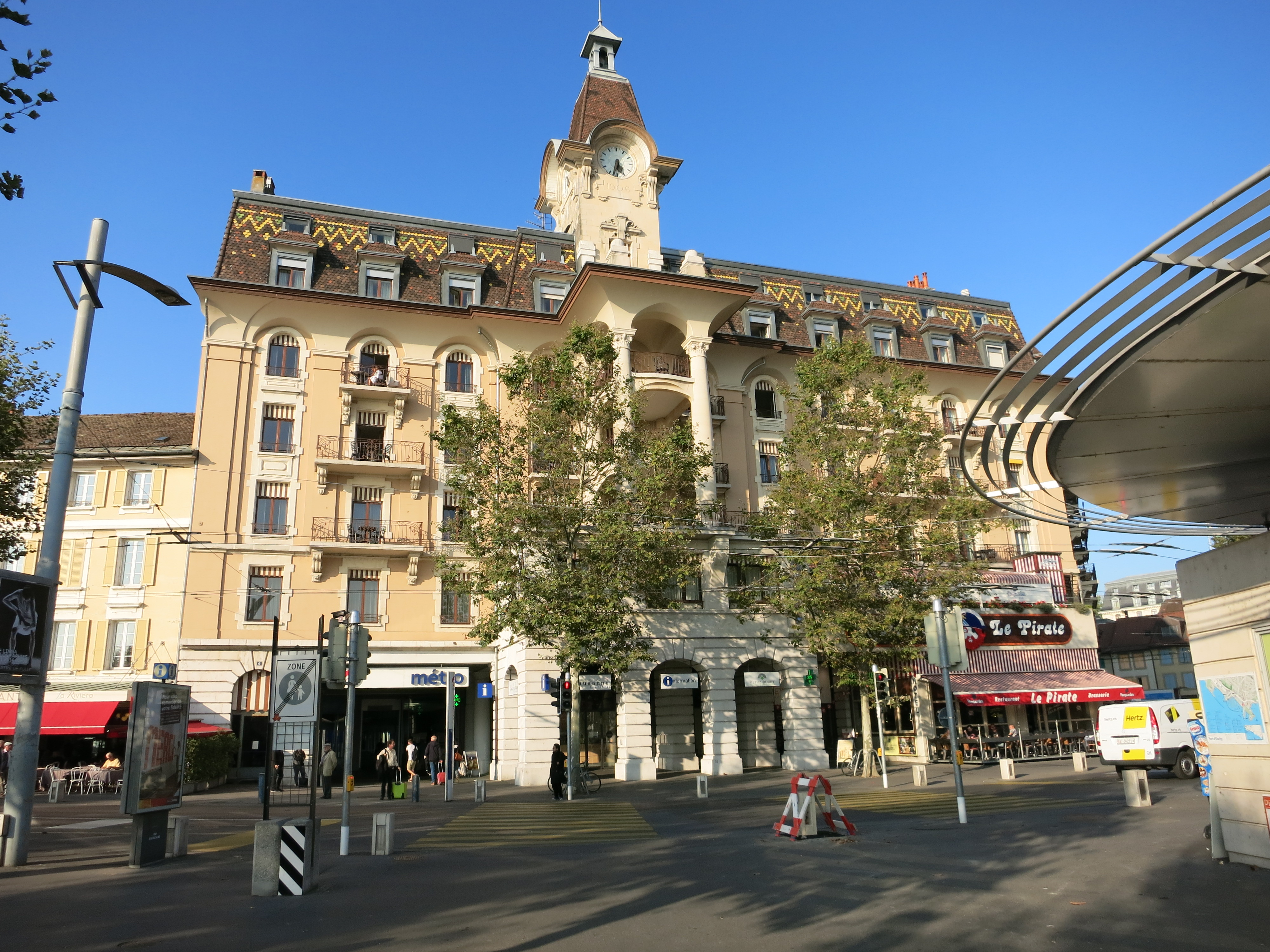
L'hôtel Aulac construit au-dessus de l'actuelle station Ouchy-Olympique.

L'idée d'exploiter un chemin de fer reliant la localité d'Ouchy au reste de la ville de Lausanne naît durant la seconde moitié du XIXe siècle. Plusieurs raisons sont à l'origine de cette idée. Notamment, le transport des marchandises arrivant du lac Léman est assuré par des bateaux à vapeur depuis 1823. Acheminer un sac de sable du port d'Ouchy au centre de Lausanne à dos d'âne coûte 25 centimes en 1853. La volonté de relier Ouchy au reste de la ville est encore accrue en 1856 lorsqu'est mise en service la gare de l'Ouest-Suisse. Plusieurs recherches sont alors entreprises jusqu'au 18 mai 1869, où un comité d'initiative se forme et dépose une demande de concession pour l'exploitation d'un chemin de fer à propulsion pneumatique, reliant Ouchy à la gare de Lausanne.
En réalité, plusieurs projets sont entrepris pour relier Ouchy à la ville. En 1865, l'idée d'un chemin de fer atmosphérique reliant la gare de Lausanne à la place Saint-François est abandonnée pour des raisons financières. Toutefois, des essais auront lieu jusqu'à la gare de Lausanne en 1876, avec des résultats non concluants. Dans les années 1860, un projet de chemin de fer souterrain d'Ouchy à Lausanne avorte lui aussi pour des raisons financières. De même en 1867, une variante à rail central est abandonnée. En 1870, l'idée d'un système suspendu à câble est, elle aussi, abandonnée par manque de connaissances techniques.
Le 2 juin 1871, une concession est finalement accordée par le Grand Conseil du canton de Vaud pour un chemin de fer pneumatique à air comprimé de Lausanne à Ouchy. Cependant, après plusieurs débats au sein du Grand Conseil, le texte de la concession est modifié à plusieurs reprises et la version finale du 6 juin 1873 prévoit :
1. un chemin de fer pneumatique à air comprimé dès la gare de la Suisse Occidentale à la gare du Flon ;
2. un plan incliné funiculaire dès le port d'Ouchy à la gare du Flon avec des stations intermédiaires.

Le chemin de fer à propulsion pneumatique ne verra jamais le jour et ce sont deux lignes à traction par câble (funiculaires) qui seront construites. Ce mode de traction vaudra au chemin de fer le surnom de Ficelle, qui lui restera attaché même après sa transformation en chemin de fer à crémaillère, en 1958.
La vocation des lignes est initialement essentiellement industrielle, puisqu'elles permettent le transport des marchandises entre Ouchy, la gare de Lausanne et la gare du Flon où seront construits des entrepôts.
La Compagnie du chemin de fer et de Lausanne à Ouchy et des eaux de Bret est finalement constituée le 12 mars 1874. Sa société sœur, la Société des boulevards, achète dès 1873 des terrains sous la gare pour y construire un lotissement, le long de la ligne, qui devra être revu, car ne respectant pas les règles d'urbanisme en vigueur.

### Construction du funiculaire (1874 - 1877)
Le principe de ce funiculaire est d'être mû par l'eau. En effet, les eaux du lac de Bret sont détournées et une conduite forcée permet de mouvoir les turbines hydrauliques tirant ainsi le funiculaire. La part d'eau excédentaire soutirée du lac est alors revendue à la commune de Lausanne comme eaux industrielles. Le système de canalisations a été payé à frais partagés entre la compagnie et la ville. Ces travaux ont été réalisés du 1er septembre 1874 au 31 décembre 1879.
Le seul pont emprunté par la ligne de chemin de fer est celui de l'avenue Édouard Dapples, qui est alors propriété de la compagnie. Les autres ponts routiers traversant la ligne sont la propriété de la ville de Lausanne pour le tablier et de la compagnie pour les culées.
Le tunnel de Montbenon est long de 255 m pour une ouverture de 9 m et une hauteur de 6,1 m en rampe de 115 ‰. Les travaux commencent le 16 mars 1874 au nord du tunnel et au sud le 1er août 1874. La jonction se produit la nuit du 3 au 4 janvier 1875.
Le tunnel de la gare, quant à lui, mesure 112 m de long pour une ouverture de 5,5 m. Il est entrepris par l'entrée sud. Plusieurs incidents retardent l'avancement du tunnel. L'appartement du chef de la gare de Lausanne a notamment dû être évacué. Les frais de réparation auront coûté à la compagnie entre 50 000 et 60 000 CHF.
La pose des voies commence en octobre 1876 et s'achève deux mois plus tard.

### Exploitation du funiculaire (1877 - 1958)

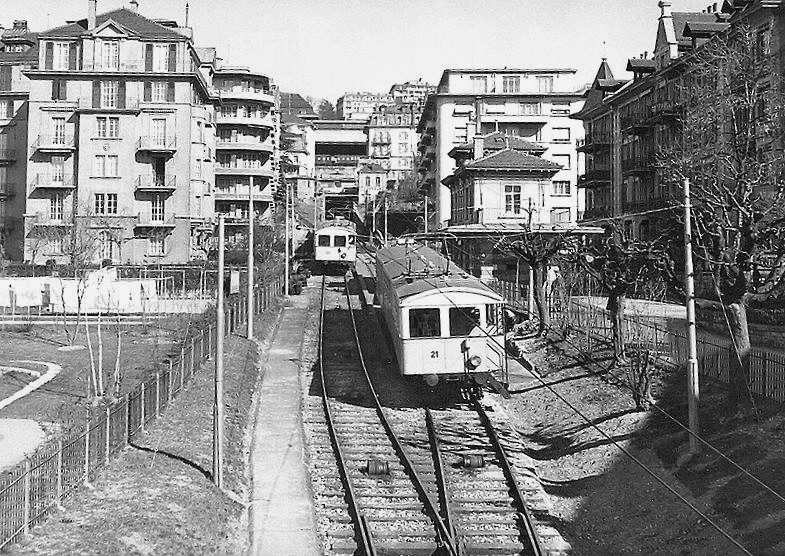
Le funiculaire.

Le chemin de fer Lausanne-Ouchy (abr. LO) a été inauguré le 16 mars 1877 sous la forme d'un funiculaire. Chaque train était constitué de deux à trois voitures pouvant transporter 35 personnes chacune, l'une de ses spécificités étant l'ajout possible de voitures ou de wagons marchandises supplémentaires en cas de nécessité.
Parallèlement à la ligne Lausanne − Ouchy (LO) qui achemine voyageurs et marchandises d'Ouchy jusqu'à la vallée du Flon, il y a aussi la volonté d'acheminer au même endroit les marchandises arrivant par le rail, depuis la gare centrale. Pour cela est envisagée la construction d'une ligne parallèle à celle du tronçon Lausanne − Ouchy entre la gare de Lausanne et celle de Lausanne-Flon. Il s'agit de la ligne Lausanne − Gare (LG). Le texte de la version du 6 juin 1873 de la concession accordée à la compagnie prévoit un funiculaire pour la ligne LO, mais autorise toujours un système à propulsion pneumatique pour la ligne du LG. Quelques essais sont menés. Ils aboutissent à des résultats peu concluants. C'est pourquoi la décision est prise de construire, aussi pour le tronçon LG, une ligne de funiculaire. Ainsi, les travaux débutent en 1878 et s'achèvent sept mois plus tard en 1879. L'exploitation de la ligne démarre le 5 décembre 1879. Ainsi, les wagons arrivant de la gare de Lausanne sont manœuvrés jusqu'à la station Sainte-Luce, d'où ils sont montés jusqu'au Flon, puis à nouveau manœuvrés sur le chariot transbordeur pour les répartir dans les différents entrepôts de la gare marchandise. D'un point de vue technique, le Lausanne-Gare est un ascenseur incliné, car il n'est composé que d'une voiture et le câble s'enroule autour d'un tambour.
À l'origine, seules sont réalisées les gares d'Ouchy, de Montriond, de Sainte-Luce et du Flon. La station Jordils a été construite en 1898. Les rails étaient à voie normale (1 435 mm) à crémaillère.
Entre la gare de Lausanne et la station Sainte-Luce, les wagons doivent traverser la place de la Gare. Pour cette manœuvre, de 1879 à 1881, ils sont tirés par des chevaux, puis de 1881 à 1906, les chevaux sont remplacés par un treuil à câble mû par une turbine hydraulique. Finalement, de 1906 jusqu'à l'arrêt des activités marchandises en gare de Lausanne en 1954, c'est un locotracteur électrique qui assure la manœuvre.
Pour tirer les wagons et voitures sur le tronçon LG, c'est une turbine Girard d'une puissance de 200 PS qui est d'abord installée de 1879 à 1909, puis est remplacée par une turbine Pelton de 320 PS jusqu'en 1954.
En 1896, le funiculaire entre en concurrence avec la Société des tramways lausannois, qui dessert aussi Ouchy, sur fond de bataille tarifaire. En quarante ans, le trafic triple, passant d'un million de voyageurs en 1905 à trois millions au cours des années 1940.

### Transformation en chemin de fer à crémaillère (1954 - 2005)

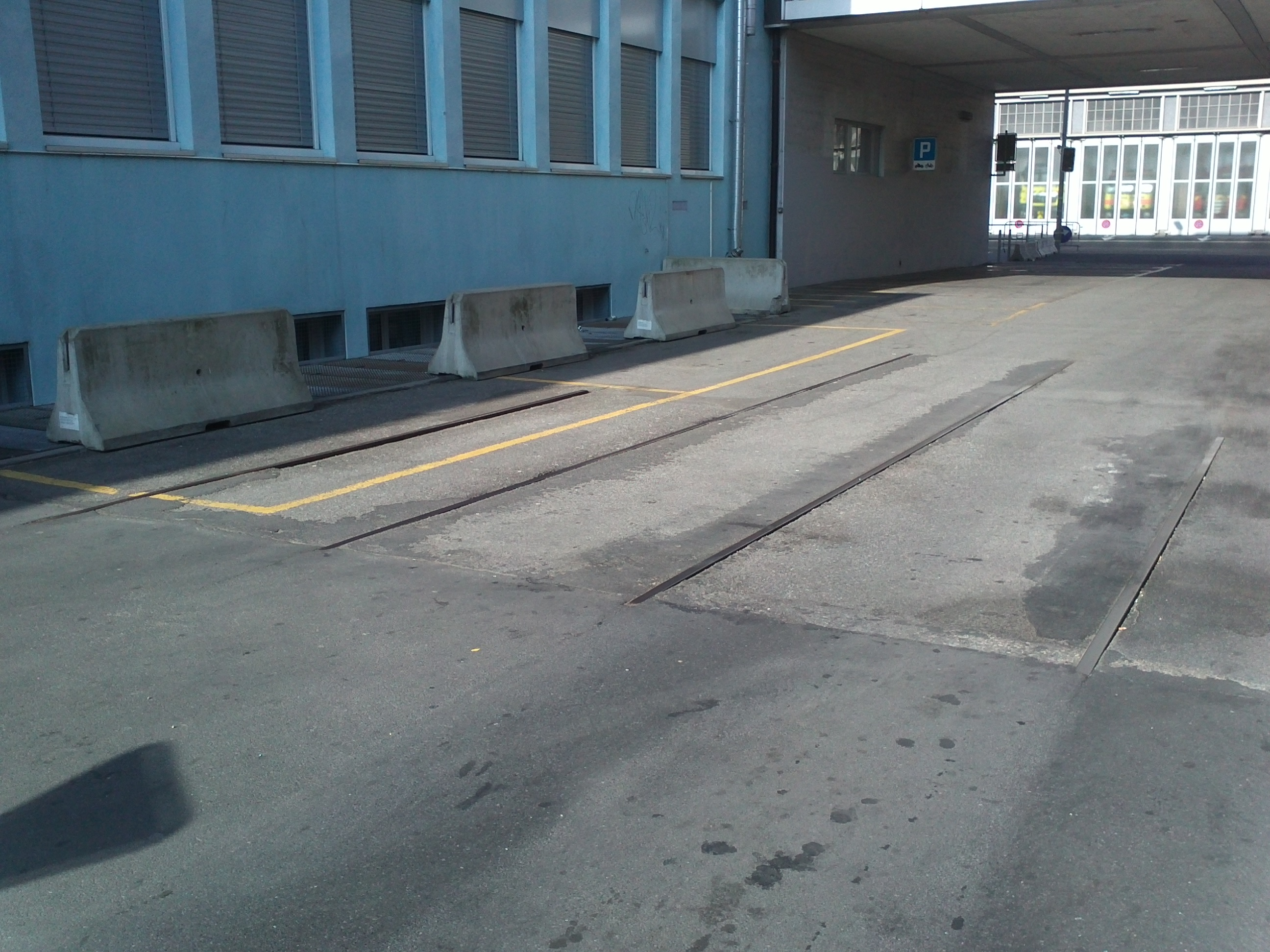
Vestiges du transbordeur, utilisé par le service marchandises.

Dans les années 1950, la ficelle est victime de son succès et arrive à bout de souffle : décision est prise de la transformer en un chemin de fer à crémaillère, dont les travaux ont duré trois semaines pour le Lausanne-Ouchy et ont permis de passer de 1 000 à 2 400 personnes par heure, et à un temps de parcours divisé par deux passant de dix à cinq minutes.
Le 25 octobre 1954, le LG est le premier à être converti en chemin de fer à crémaillère de type Strub, quatre ans avant le LO,. Ce dernier est transformé à son tour le 5 mai 1958, et prendra l'appellation « métro » quelques décennies plus tard, le 24 février 1959,,. À cette occasion furent déjà démolies la station du Flon et celle de la gare CFF, remplacées par des équivalents modernes bétonnés et enterrés. Cette ligne était néanmoins toujours surnommée la Ficelle par ses usagers en raison de son passé de funiculaire et continuait à circuler en plein air dans une tranchée de verdure pour une bonne moitié de son trajet.
Parallèlement, à la suite du déplacement des activités marchandises des CFF de la gare de Lausanne à celle de Sébeillon la ligne du LG est entièrement affectée au service de transport des voyageurs. Une liaison, d'une longueur totale de 980 m, entre ces deux gares est mise en service le 18 mai 1953. Peu capacitaire, le matériel à crémaillère du LG est renouvelé en 1964. Cette même année, le Lausanne-Ouchy transporte 9,5 millions de voyageurs, son plus haut historique, la fréquentation se stabilisera ensuite autour de 6,7 millions.
En partant de la gare de Lausanne-Sébeillon, la ligne traversait le quartier de Sévelin puis s'engageait dans une rampe de 47 ‰. À la rue de Genève, la rampe diminue à 38,24 ‰. puis restait stable à 39 ‰ à la hauteur de Vigie avant de passer sous le pont Chauderon. La ligne arrivait alors dans la vallée du Flon, puis vers le seul branchement avant d'arriver sur une plaque tournante de 14 m, provenant de la gare de Moutier. Cette ligne permettait d'acheminer des wagons ayant un empattement de 7,4 m, alors qu'auparavant, lorsque les wagons provenaient par la ligne LG, cette limite était de 5,5 m.
La ligne était électrifiée sous une tension monophasée de 15 kV à une fréquence de 16,7 Hz. La caténaire était faite d'un fil de contact en cuivre d'une section de 70 mm2 et d'un câble porteur, aussi en cuivre et de même section. Seules les locomotives Ee 3/3 et Em 3/3 étaient autorisées à circuler sur cette voie. Des rails de 12 m pesant 36 kg/m étaient posés sur des traverses espacées de 82 cm.
Le dernier convoi a circulé sur cette ligne le 28 décembre 1979 mettant fin au trafic de marchandises par la Compagnie du chemin de fer de Lausanne à Ouchy et des eaux de Bret . C'est une locomotive électrique Em 3/3 16212 qui a fait ce dernier voyage en emportant avec elle, les deux locotracteurs Te 1/2 nos 152 et 153 perdant, en effet, leur utilité.

#### Caractéristiques des lignes
Les deux lignes étaient alimentées en 650 V continu et la vitesse maximale de l'ensemble du matériel était de 32 km/h,.

##### Lausanne − Ouchy (Métro-Ouchy)
Caractéristiques, :
- longueur : 1 482 m ;
- différence d'altitude : 106 m ;
- pente maximale : 116 ‰ ;
- vitesse : 4,5 m/s soit 16,2 km/h ;
- un train toutes les 6 à 10 minutes. Deux trains sont utilisés en temps normal, un seul les week-ends et durant les vacances.

##### Lausanne − Gare (Métro-Gare)
Caractéristiques, :
- longueur : 318 m ;
- différence d'altitude : 37 m ;
- pente : 120 ‰ ;
- vitesse : 4 m/s soit 14,4 km/h ;
- circulation en continu sans horaire, sauf le week-end et durant les vacances scolaires où la ligne ne fonctionne pas.

#### Matériel à crémaillère
Le Lausanne - Ouchy était exploité à l'aide de trois motrices He 2/2 nos 121 à 123 et de trois voitures-pilotes Bt nos 1 à 5, dont deux avec des postes de conduite de plus petite taille. Les motrices mesuraient 6,25 mètres de long pour un poids de 18,1 tonnes et étaient construites par SLM Winterthur avec une chaîne de traction Maschienefabrik Oerlikon (MFO) développant une puissance de 464 kW.
La composition type d'une rame du LO était d'une motrice et de deux voitures-pilotes : He 2/2 + Bt à petit poste de conduite + Bt à grand poste de conduite, laissant en réserve une motrice et une voiture-pilote. Pour des raisons de sécurité, la motrice était toujours placée du côté regardant en direction de la station inférieure, Ouchy.
Le Lausanne- Gare (LG) était exploité à l'origine à l'aide de deux automotrices Bhe 2/2 nos 101 et 102, construites par Schweizerische Industrie Gesellschaft (SIG) et Maschinenfabrik Oerlikon (MFO), elles mesuraient 7,9 mètres de long. Trop petites, elles ont été retirées du service en 1964 et mises à la ferraille à l'été 1975.
Leurs remplaçantes, les automotrices Bhe 2/2 nos 111 et 112 construites par MFO et non plus par SIG, mesuraient 11,9 mètres de long pour un poids de 18,5 tonnes et une capacité de 20 places assises,. En dehors de cette différence de gabarit, elles étaient techniquement identiques aux He 2/2. Le service ne requérait qu'une automotrice, l'autre était en réserve.
Enfin, un wagon de type X 72 était utilisé pour divers travaux d'entretiens de la ligne,. Le garage-atelier des deux lignes était à côté de la station Ouchy, un raccordement permettait à l'automotrice de Lausanne-Gare de regagner l'atelier en descendant par les voies du Lausanne-Ouchy.
Après avoir été envisagé de revendre le matériel en 2006 à Villard-de-Lans en France puis en 2008 sur une ligne dans le nord du canton de Vaud puis l'année suivante à Saint-Cergue, le matériel a été démoli en 2010, à l'exception de la voiture-pilote Bt 5, conservée par l'association Rétrobus Léman. Une réplique fonctionnelle et à l'échelle 1/8 d'une He 2/2 a été construite en 2013 à Pully.

Le matériel roulant à crémaillère
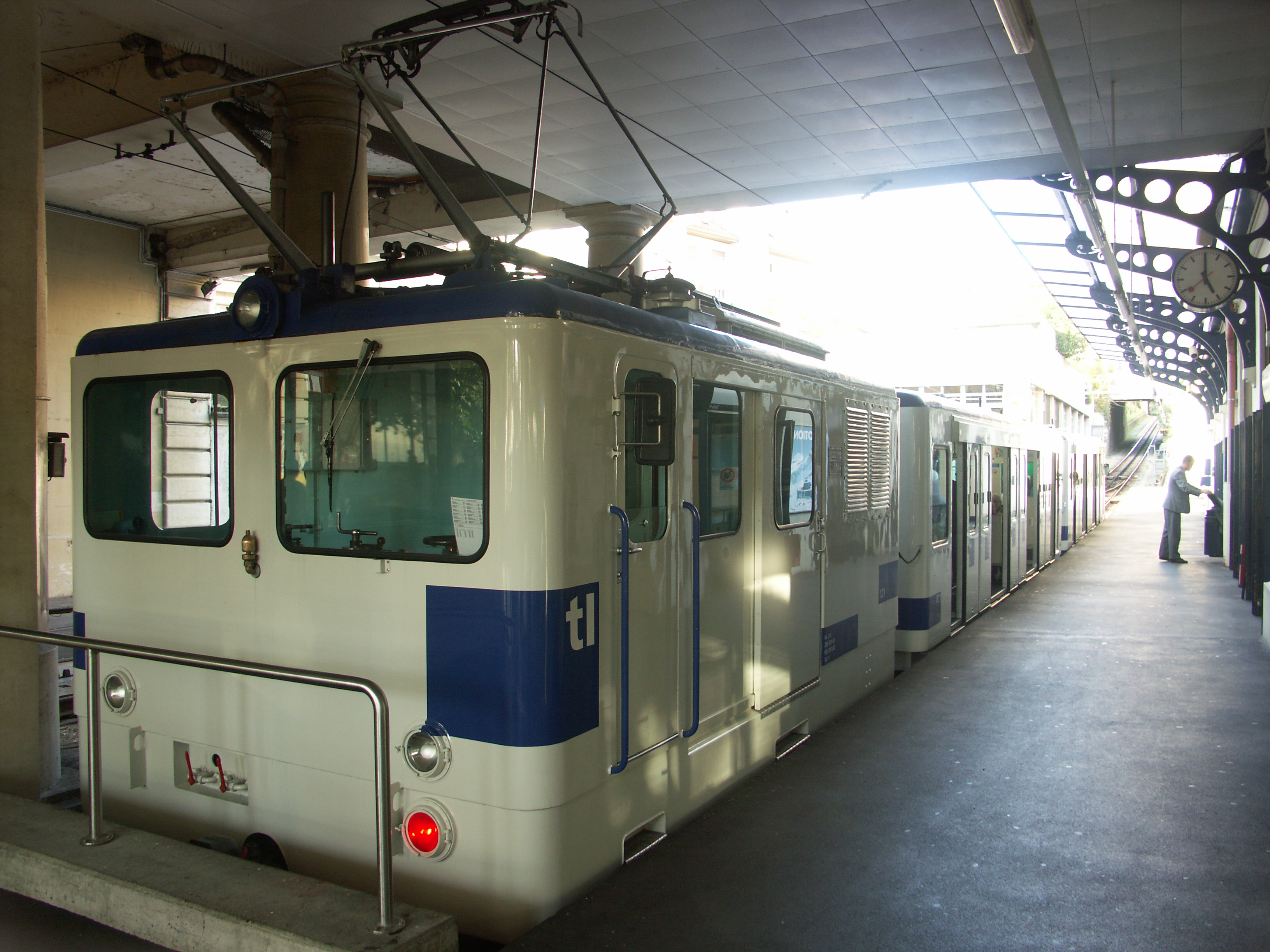
Motrice He 2/2 à Ouchy.
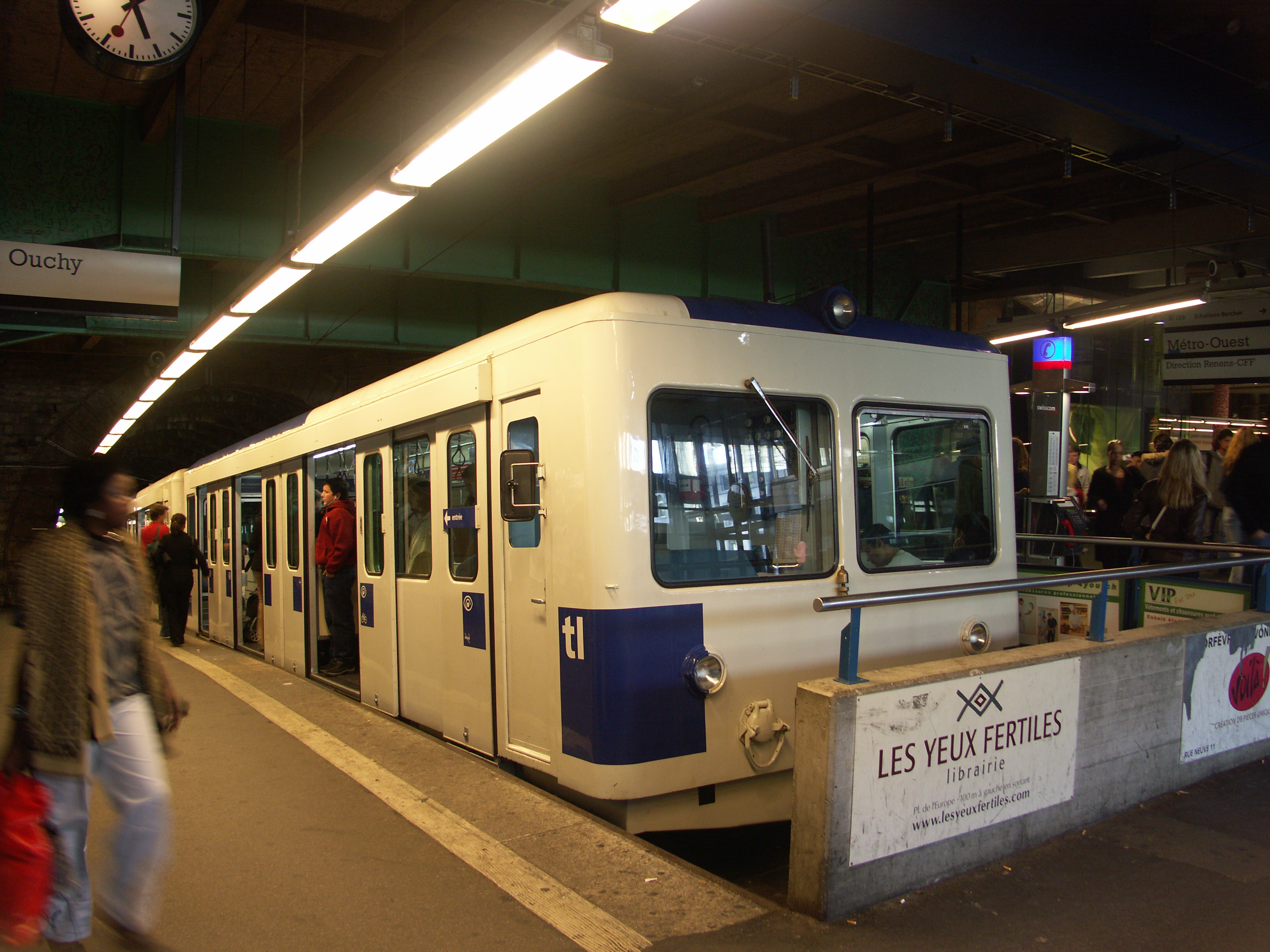
Voiture-pilote Bt à Lausanne-Flon.
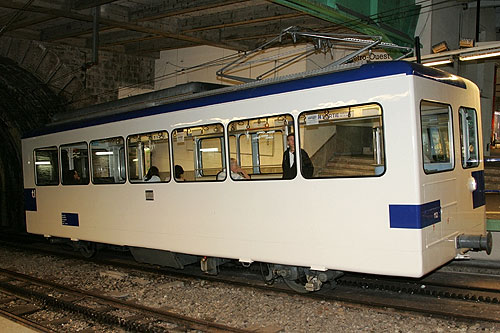
Automotrice Bhe 2/2 à Lausanne-Flon.
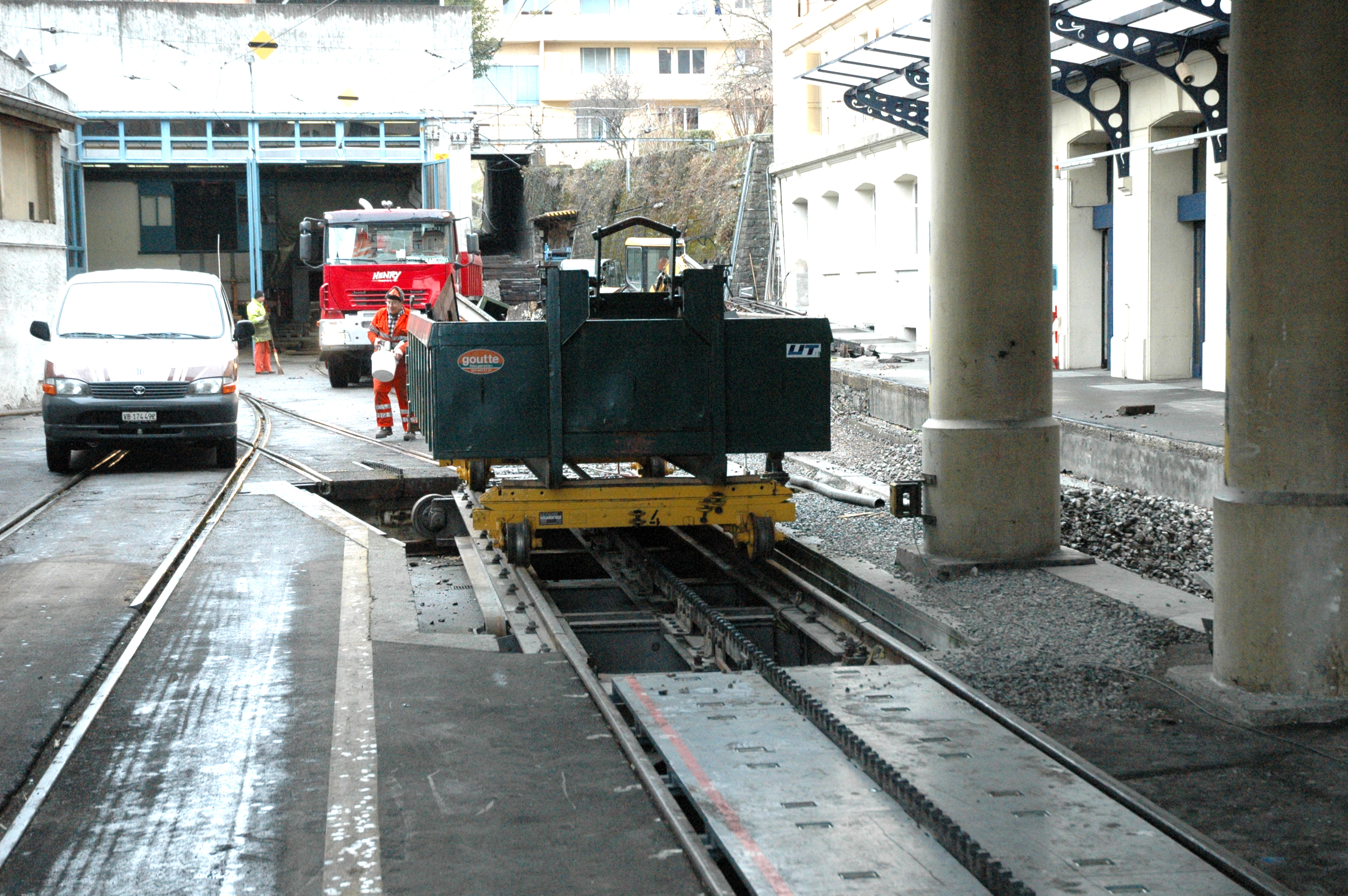
Le garage-atelier, au fond à gauche, à Ouchy. Photo prise au début du démantèlement de la ligne en 2006.

## Ligne de métro

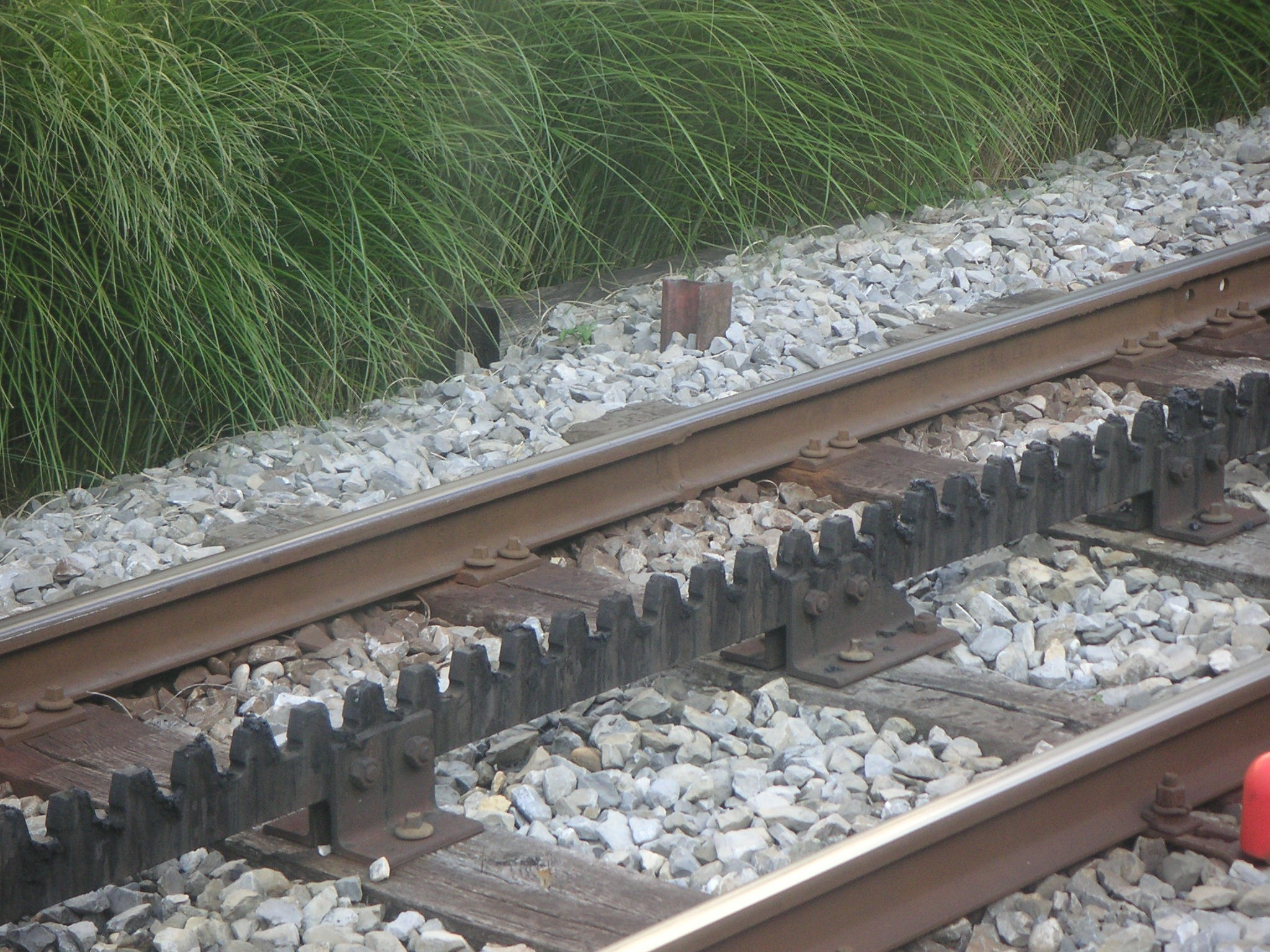
La crémaillère du Lausanne-Ouchy.

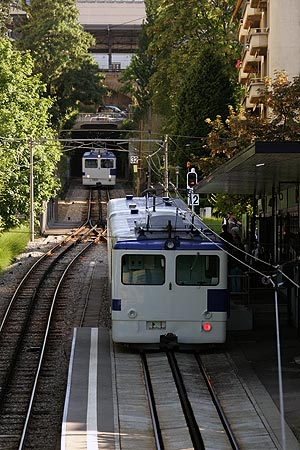
Rames du Lausanne-Ouchy s’apprêtant à se croiser à la station Montriond.

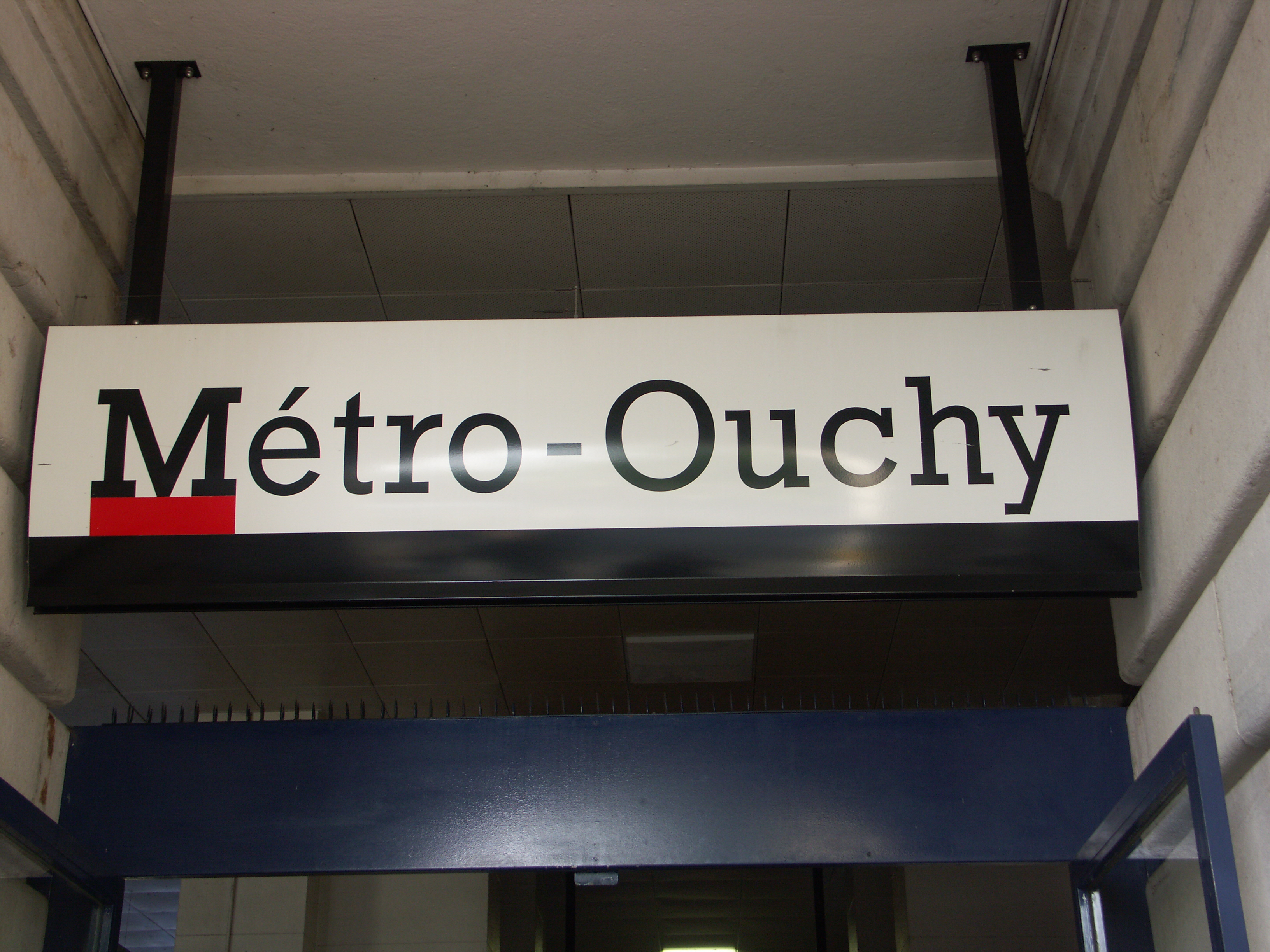
Ancienne signalétique.

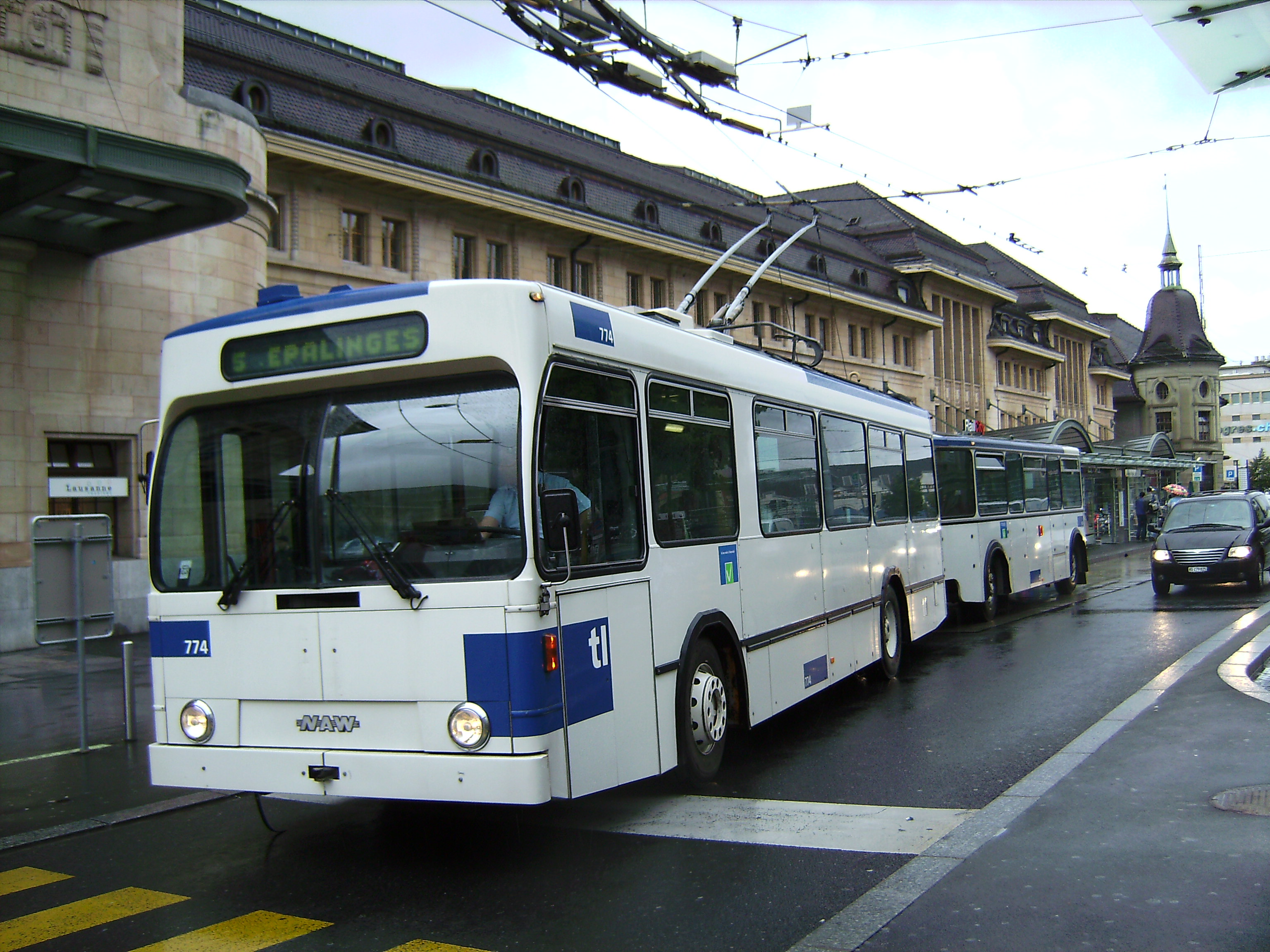
L'ancienne ligne de trolleybus no 5 reliant la gare de Lausanne à Épalinges, aujourd'hui remplacée par le métro.

L'idée de prolonger le Lausanne-Ouchy est ancienne. Dès 1957 et la transformation de la Ficelle en chemin de fer à crémaillère une telle hypothèse est envisagée et au cours des années 1960 les premières hypothèses de tracé sont étudiées. En 1973, à l'époque où la création du quartier de Blécherette est planifiée, le plan directeur régional de la Communauté intercommunale d'urbanisme de la région lausannoise (CIURL) prévoit la jonction des voies du LO avec celles du LEB par une ligne entre le Flon, Blécherette et Romanel.
En 1984, la ville de Lausanne rachète la société Lausanne-Ouchy SA et intègre la ligne au réseau TL. En 1987, des études sont menées en vue de prolonger le Lausanne-Ouchy au nord, et conduisent l'année suivante à retenir un tracé en Y se prolongeant d'un côté vers Sallaz, Chailly, Vennes et Épalinges et de l'autre vers Riponne et Blécherette (cette dernière verra le jour sous la forme de la ligne M3). L'élaboration du plan directeur communal et la préparation du plan des mesures d’assainissement de l'air de la région lausannoise interrompt ces études, mais elles conduisent au choix de l'axe vers Épalinges, notamment en raison de la desserte du CHUV.
Le 25 octobre 1993, le Conseil d'État du canton de Vaud lance une étude pour la planification du projet de prolongement du Lausanne-Ouchy en direction du CHUV, de Vennes et d'Épalinges. ce prolongement s'inscrit dans le cadre de la modernisation du Lausanne-Ouchy, au matériel ancien et construit spécifiquement pour celui-ci dont les pièces de rechange sont introuvables ou inexistantes, et dont la conception n'est plus adaptée à l'évolution du trafic de la ligne.
Elle est financée en décembre 1993 par un crédit de 2,5 millions de francs, conduite par l'État de Vaud elle conduit deux ans plus tard, le 22 mai 1995, ce même conseil au choix du tracé et à une première estimation du coût du projet, alors de 390 millions de francs suisses,. Cette phase s'est prolongée jusqu'en novembre 1996 et a permis notamment d'écarter un tracé moins direct desservant également le quartier de Chailly, ce qui aurait majoré le projet de 60 millions tout en ne permettant pas de supprimer la ligne de trolleybus existante. Elle a aussi permis choisir un mode de transport : avec une déclivité de 12 %, un tramway fer est exclu d'office, ne pouvant franchir des pentes supérieures à 7 % et un système en surface était incompatible avec la saturation des axes de circulations en centre-ville, et ne permet pas d'atteindre des fréquences élevées. Il faut alors choisir entre un métro sur pneumatiques, le maintien du chemin de fer à crémaillère (comme sur la ligne C du métro de Lyon) ou la traction à moteur linéaire (comme le SkyTrain de Vancouver).
Le 21 janvier 1997 il est annoncé que le chemin de fer à crémaillère laissera place à un métro sur pneumatiques qui comportera 14 stations, dont le coût est réévalué entre 431 et 434 millions de francs,. Un second crédit d'étude de 16,1 millions de francs est mis en place en novembre 1997 pour les études de projet définitif, qui durent jusqu'en 2001. Les promoteurs du projet, anticipant la votation populaire, firent de cette procédure officielle l'occasion d'une importante communication sur le projet, rare en Suisse, mais courante en France à cette étape du projet,. Ces études ont permis d'affiner le projet. Le choix du système de transport résulte d'un appel d'offres emporté par la firme française Alstom, face à l'offre concurrente du canadien Bombardier et de sa filiale suisse Vevey qui proposait un métro à moteur linéaire. Alstom proposait un système automatique basé sur celui de la ligne 14 du métro de Paris, inaugurée en 1998. Ce qui n'a pas manqué d'être l'objet d'une interpellation au Grand Conseil du Canton de Vaud.
Le 16 juin 1998 le Conseil communal de Lausanne approuve le rapport-préavis du 5 février 1998 concernant le prolongement du Lausanne-Ouchy. Le 21 septembre 1999, les études ont permis d'affiner le projet et de choisir le système de transport à la suite d'un appel d'offres emporté par la firme française Alstom, face à l'offre concurrente qui prévoyait un métro à moteur linéaire, qui a présenté un système automatique basé sur celui de la ligne 14 du métro de Paris, inaugurée en 1998,. Les lots du système sont adjugés en juin 2001 sous condition de réalisation du métro. Alstom se taille la part du lion avec les lots matériel roulant, automatismes, voies et alimentation électrique. En juin 2000, les travaux de génie civil sont mis en soumission.
Fin février 2000, il est annoncé que la ligne sera réalisée en une fois, notamment en raison de la soumission du projet au référendum financier, au lieu d'une réalisation en deux phases,. Cette décision permet de ramener le prix en particulier du matériel roulant dans l'enveloppe budgétaire initiale. Les essais d'adhérence confirment la fiabilité d’un métro sur pneus.
Le projet est soumis à enquête publique entre le 19 septembre et le 24 octobre 2000. En octobre 2000, pendant la campagne de communication du Conseil d'État, il est annoncé que le LO deviendra le M2, tandis que le TSOL devient le M1.
Pour que la construction de la ligne — estimée à 590 millions de francs — se réalise il fallait trois conditions selon une décision du Conseil d'État, en difficulté à cause d'une crise financière, du 2 mai 2001. Le projet a failli être abandonné à cause de l'une d'entre elles, la privatisation de la Banque cantonale vaudoise dont il détient 17 % des actions. Mais, en septembre, la population refuse ce désengagement. Les modifications apportées au projet de métro M2 sont mises à l’enquête. La Confédération annonce son soutien financier en février 2002. Ce n'est que le 2 juin 2002 que l'horizon se dégage pour le M2 avec l'annonce du Conseil d'État, renouvelé en mars 2002, de vouloir réaliser la ligne qu'il estime stratégique et essentielle au canton. À la suite de cette approbation, le financement fait l'objet d'un décret du Grand Conseil du Canton de Vaud le 2 septembre 2002. Des ajustements du projet seront par la suite nécessaire pour respecter le budget de 590 millions de francs suisses.
Le projet est approuvé par la votation populaire du 24 novembre 2002 à laquelle les Vaudois votent à 62 % en faveur (77 % à Lausanne, 86 % à Épalinges) de la participation cantonale au financement de la ligne, à hauteur de 305 millions de francs suisses, sur les 590 millions que coûte le projet selon les estimations de l'époque, la confédération participant à hauteur de 70 millions. La votation ne portait pas en effet sur l'utilité de la ligne, incontestée, mais sur la participation du canton au financement alors qu'il était endetté à hauteur de 9 milliards de francs. Le montage financier réunissait le Canton de Vaud, la société Métro Lausanne-Ouchy SA, la Ville de Lausanne et la Confédération. Le M2 a eu peu d'opposant, ces derniers le jugeant « pharaonique » et préféraient la reconstruction du réseau de tramway. Lausanne obtient ainsi la réalisation d'un réseau en trois lignes,,,,.
Dans ces conditions le Conseil fédéral octroie la concession du métro en septembre 2003. Les plans de l'infrastructure sont validés par l'Office fédéral des transports en juillet 2003. La construction de la nouvelle ligne a été confiée officiellement à la société Métro Lausanne-Ouchy SA, sur la base d'une convention de septembre 2003 passée par l'État avec cette société, propriétaire et concessionnaire de la ligne ancienne. La maîtrise d'ouvrage a dans les faits été assurée par les Transports publics de la région lausannoise, déjà exploitants du Lausanne-Ouchy.

### Construction du métro (2004 - 2008) et fin de la Ficelle (2006)

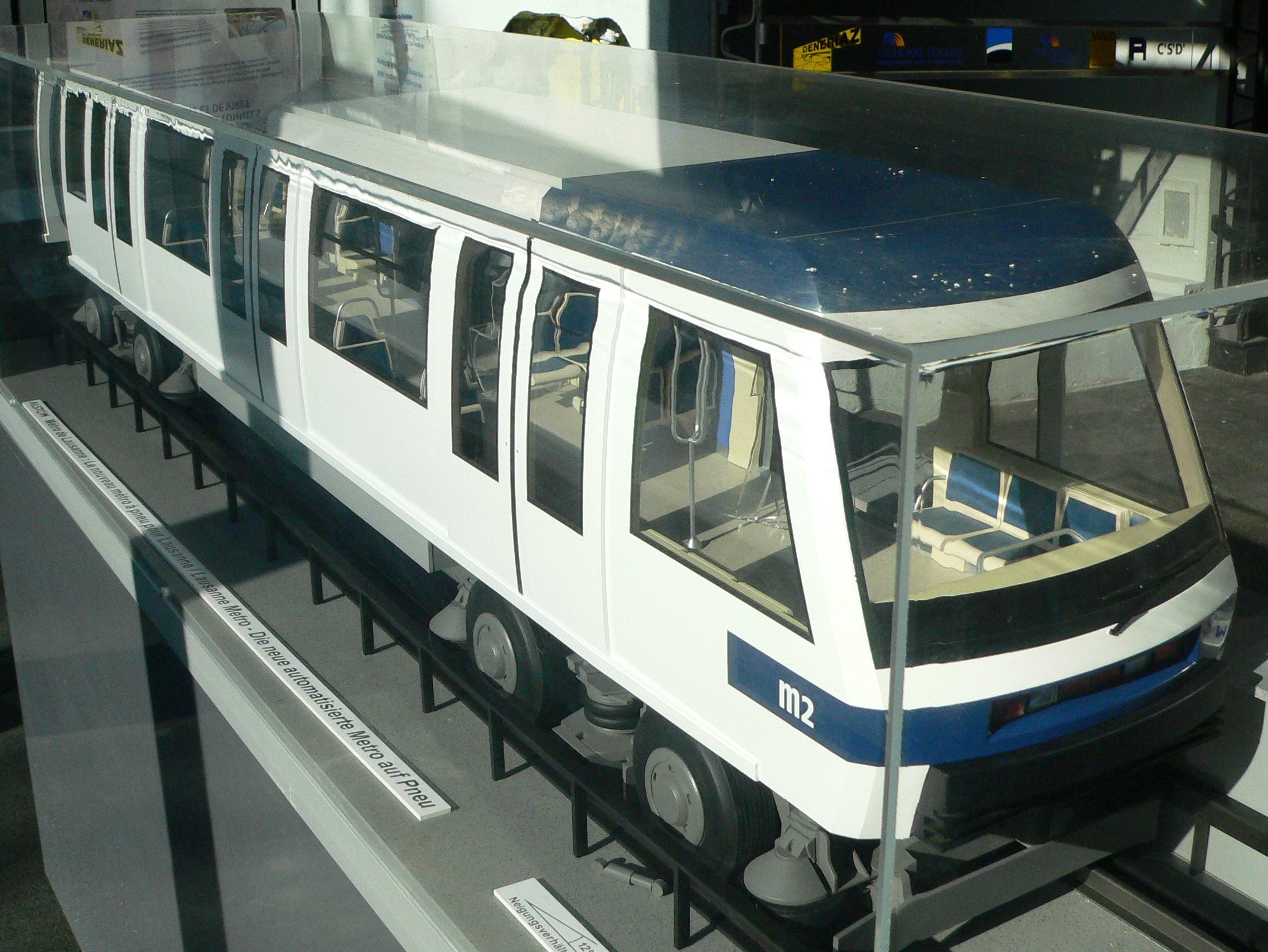
Maquette d'une rame.

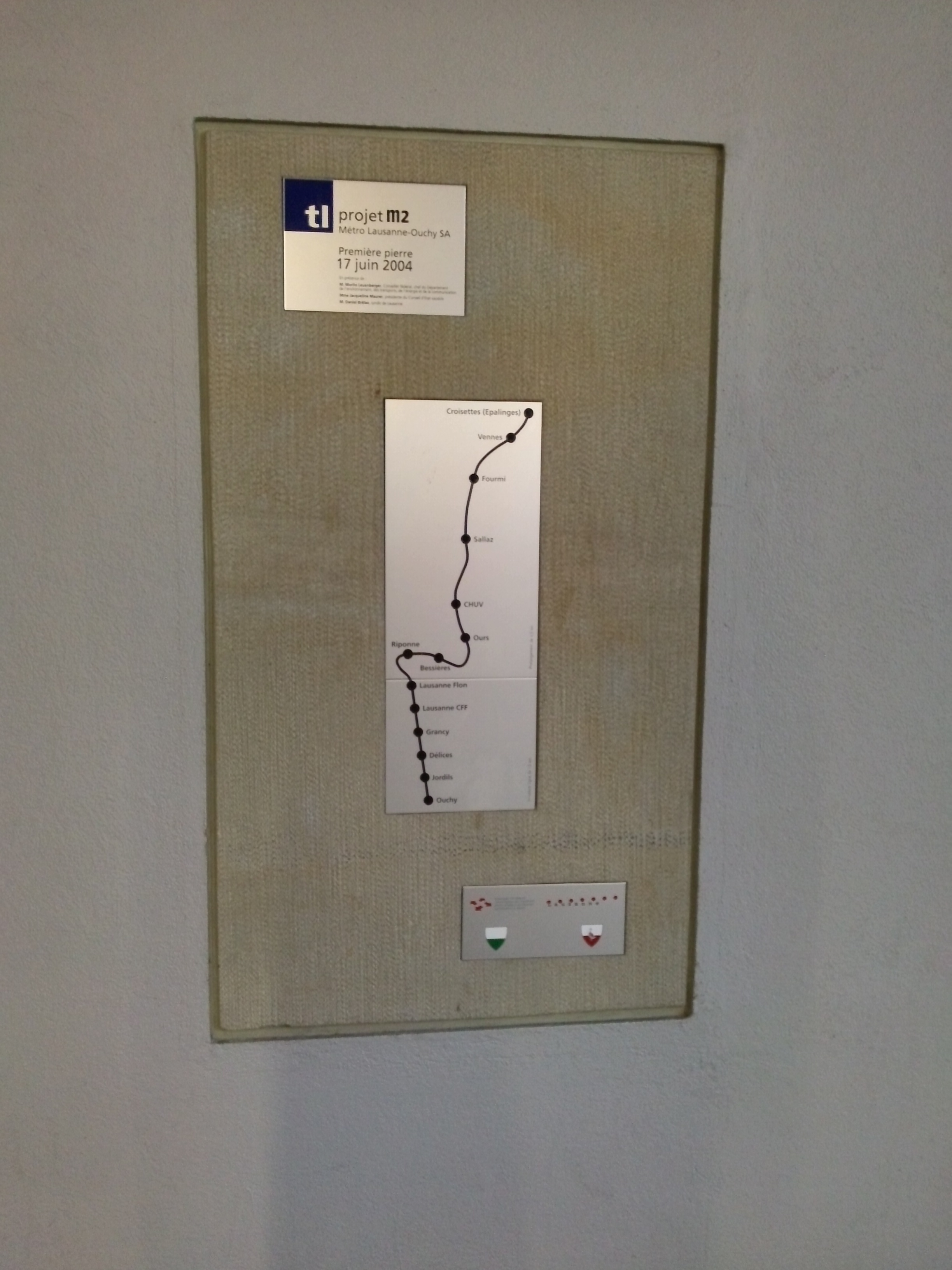
La première pierre du M2.

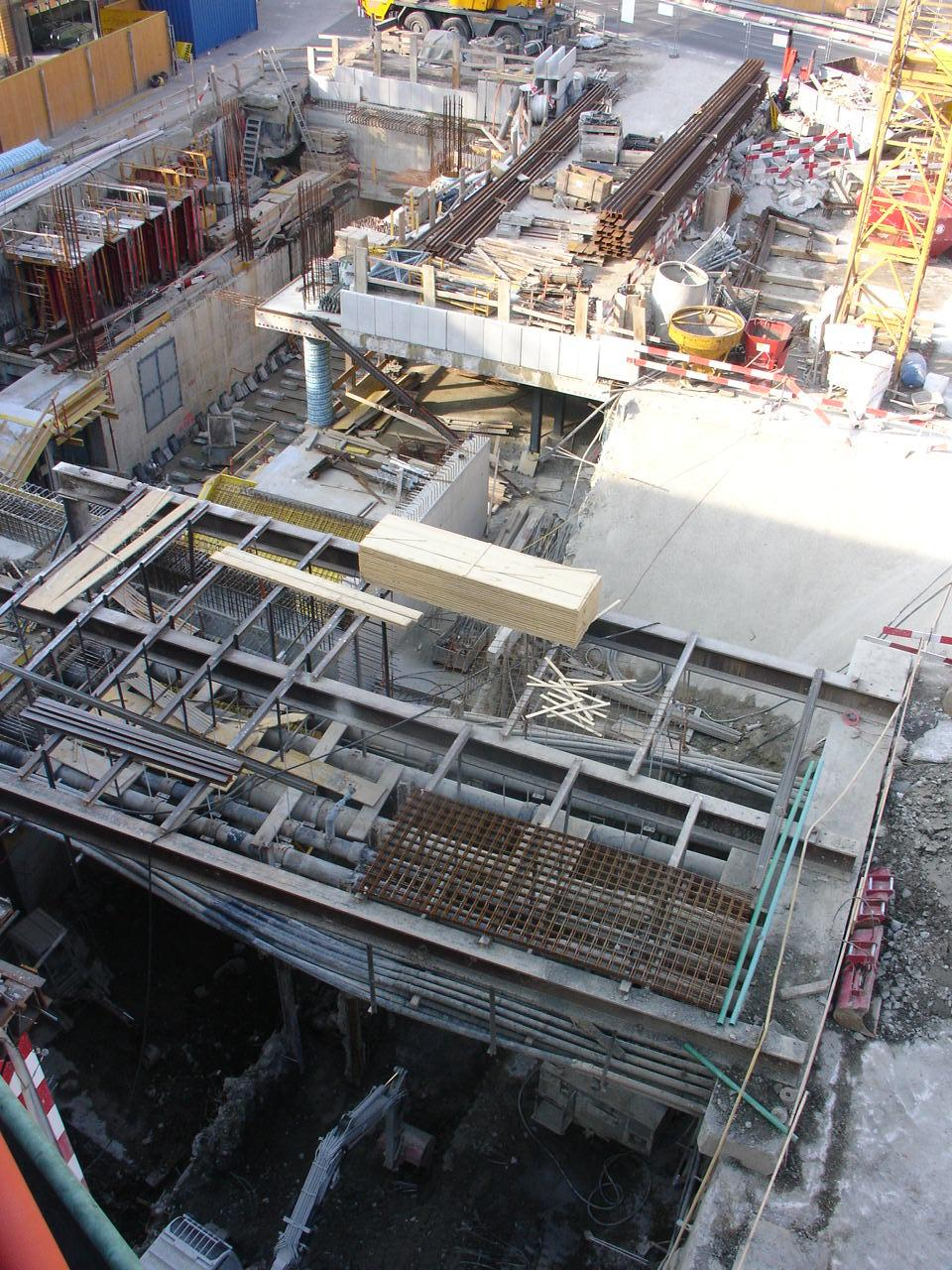
La place de l'Europe en travaux.

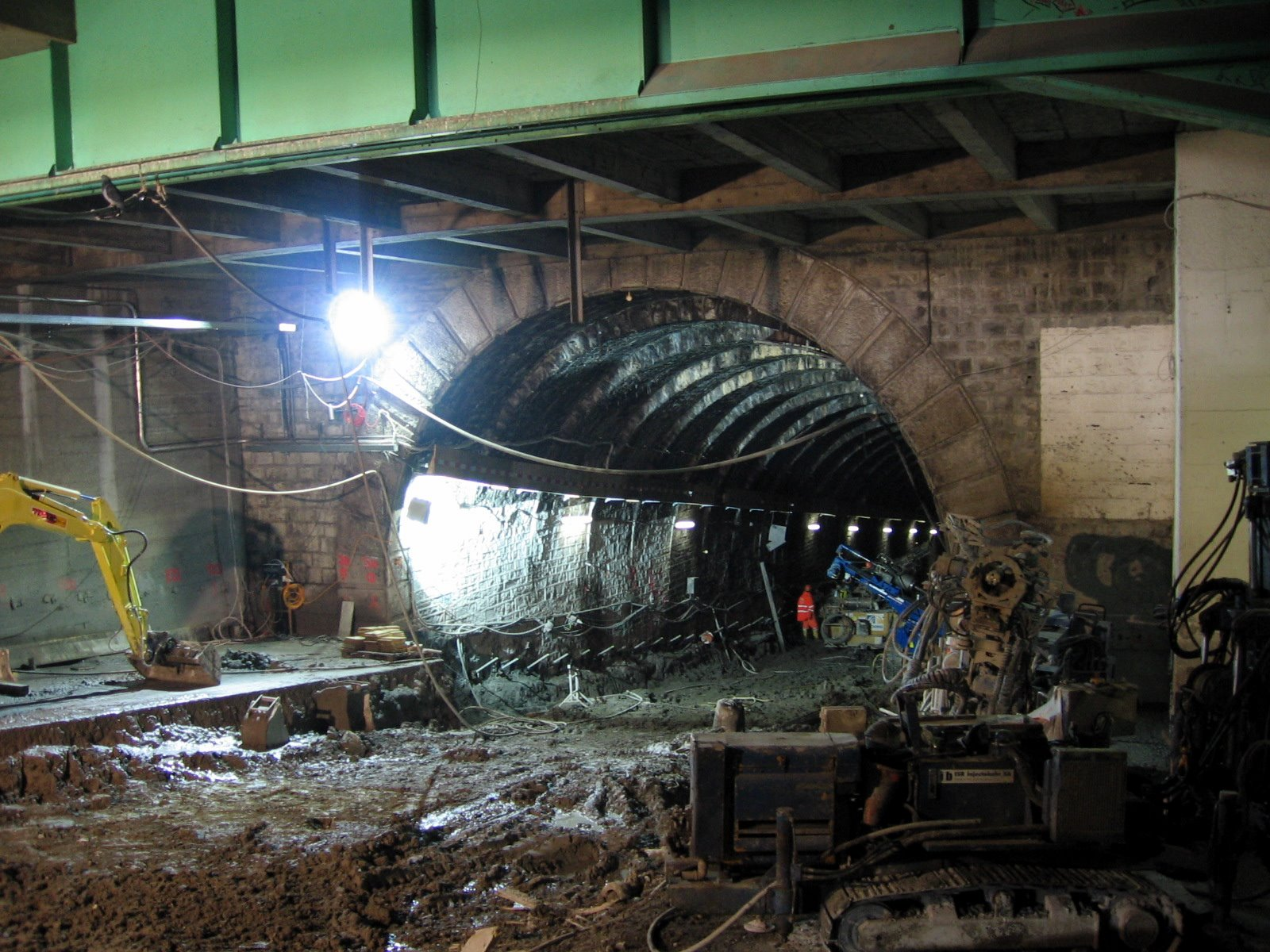
Les travaux dans le tunnel de l'ancien LO en 2006.

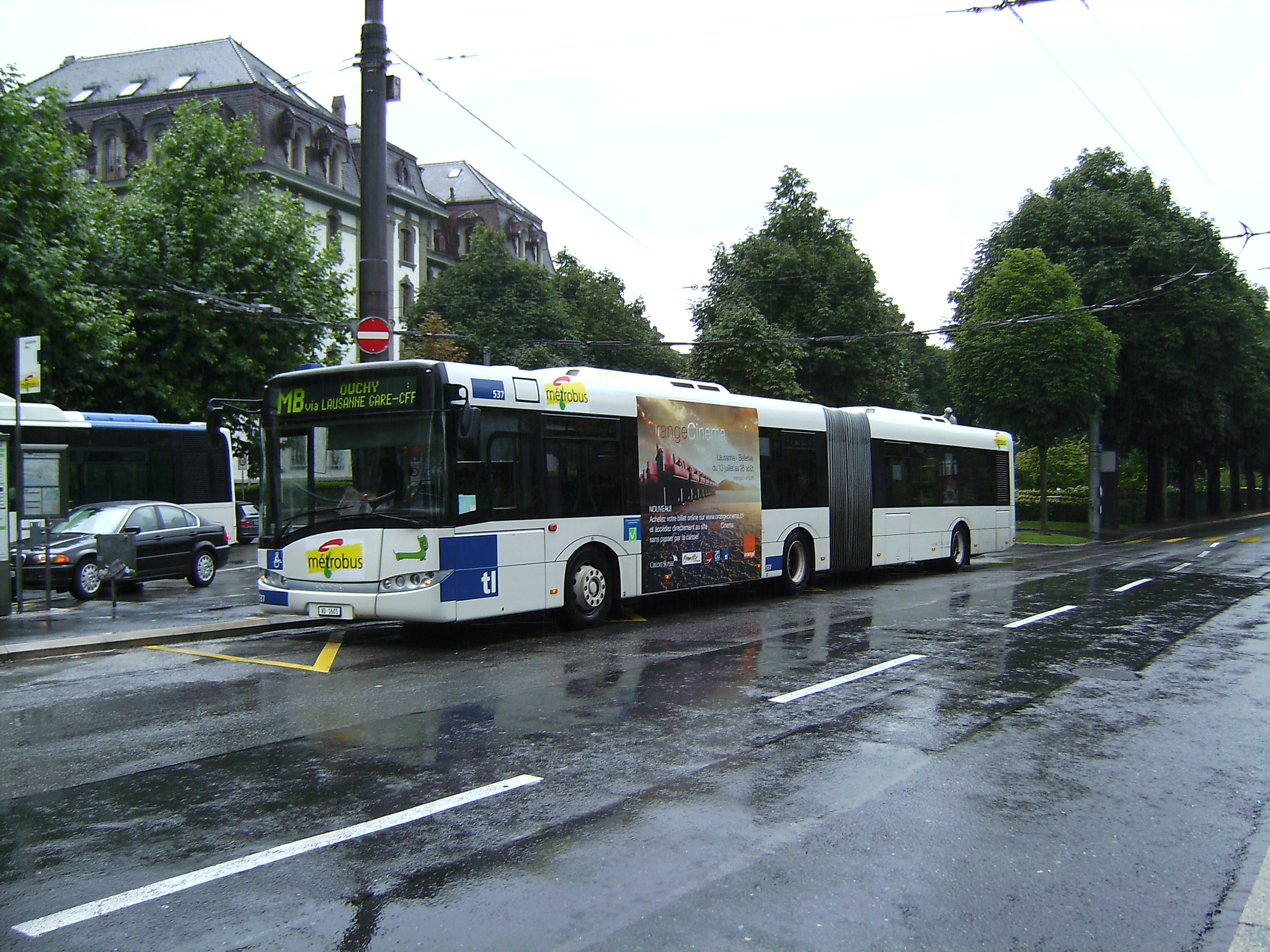
La navette de remplacement Métrobus en 2007.

Les premiers travaux débutent le 12 février 2004 par des opérations de défrichage à la Sallaz, suivi le 17 juin 2004 par la pose de la première pierre par le conseiller fédéral Moritz Leuenberger, marquant le début officiel de quatre ans et demi de travaux. Les travaux ont commencé avec un an de retard sur le calendrier initial, qui prévoyait un démarrage en 2003 pour une inauguration de la ligne en 2007.
Le 22 février 2005 a lieu l'accident le plus grave du chantier, avec l'effondrement de la voûte du tunnel, sous le centre commercial Coop-City, sans faire de blessés. Cet effondrement a nécessité l'évacuation du centre commercial, la coupure de l'eau et du gaz et l'éventrement de la place afin de pouvoir intervenir, la cavité d'une dizaine de mètres de diamètre menaçant d'emporter avec lui l'immeuble se trouvant au-dessus de la zone,. L'effondrement, de près de 1 500 m3, est une conséquence de la géologie complexe de la ville, constituée de moraines et de molasses et dans le quartier de Marterey le bâti a été construit sur d'anciennes carrières de grès comblées, créant un sous-sol instable ; tout comme les anciens vallons en centre-ville, comblées au XIXe siècle, nécessitant de renforcer le sous-œuvre du Grand-Pont par micro-pieux à hauteur du tunnel Saint-Laurent. Le vallon du Flon au nord de la ville a lui aussi été comblé, par une couche d'une dizaine de mètres d'un mélange de scories de l'usine d'incinération et de déchets ménagers, nécessitant de construire un ouvrage de renfort sous sections aériennes, le sol n'étant pas assez stable pour faire reposer directement la voie dessus. La place est finalement rouverte le 18 juin suivant.
Le chantier s'annonce compliqué aussi du point de vue de la construction de la ligne que d'un point de vue réglementaire : il n'existe alors aucun cadre légal pour les métros automatiques en Suisse contrairement aux chemins de fer, tramways et funiculaires, le M2 étant le premier métro de ce genre dans la Confédération — le M1 étant régi par les ordonnances sur les chemins de fer —, ce qui fait craindre aux ingénieurs des blocages réglementaires pendant plusieurs années.
En juillet 2005, le creusement du tunnel de Falaises s'achève. Le 3 septembre une journée portes ouvertes est organisée conjointement entre le chantier de la ligne et l'usine Tridel et voit 20 000 personnes y participer. D'autres incidents moins graves ont été constatés, comme un léger affaissement de la route de Berne. Ce même mois, le creusement des tunnels Perdonnet, Route de Berne et Autoroute s'achèvent à leur tour.
Une des plus grandes prouesses techniques du chantier est la réalisation du pont Saint-Martin, accessible par deux cadres creusés dans les culées du pont Bessières, dix-sept mètres au-dessous de ce dernier et cinq mètres au-dessus de la rue Saint-Martin. Les deux ouvrages partagent une caractéristique commune, le respect du nombre d'or ; le percement des culées s'achève le 27 septembre 2005.
La pose des rails commence en novembre 2005 et une étape symbolique est franchie le 22 janvier 2006 avec la fermeture définitive du Lausanne-Ouchy pour permettre les travaux de transformation et d'extension du M2, fermeture retardée le plus possible pour limiter l'impact sur le trafic. La ligne a été remplacée tout au long du chantier par une ligne Métrobus (MB) entre Ouchy et Montbenon (qui se situe juste au-dessus du quartier du Flon), via la gare CFF. Immédiatement après l'arrêt du LO, les infrastructures sont démontées (voie, ballast, ligne aérienne, etc.) et le matériel roulant est stocké à Châtillens. La première rame Be 8/8 TL est livrée le 2 mars 2006, la livraison des quatorze autres rames s'est déroulée durant l'année, les rames étaient d'abord réceptionnées au dépôt CFF de Lausanne, puis transférées au garage-atelier de Vennes. En mars, le tunnel du Bugnon est percé suivi en juin du tunnel Viret.
En juillet 2006 le percement des tunnels s'achève, les deux derniers ouvrages construits sont ceux de Saint-Laurent et de Langallerie, achevé le 27 juillet,. Ce dernier, bien que relativement court avec ses 136 mètres de long, a nécessité un an de travaux pour le percer, en raison de la mauvaise qualité du sous-sol, obligeant les concepteurs à recourir à des méthodes de forage lentes. Une rame est présentée au public en septembre 2006.
Le 15 janvier 2007, les voies sont mises sous tension entre les stations Croisettes et Fourmi, la pose s'achève quant à elle le 28 mars. Le 14 mai, la ligne est mise sous tension entre Fourmi et Ours, puis en totalité le 23 août, permettant le début des essais sur l'ensemble du parcours. Une circulation est alors effectuée, grâce à une dérogation accordée par l'OFT, avec des journalistes conviés à bord.

### Mise en service et bilan du chantier
La ligne est livrée le 12 juillet 2008, permettant aux TL de commencer la marche à blanc afin de tester la ligne en conditions réelles sans passagers. La mise en service, initialement prévue entre le 15 août et le 15 septembre est reportée au 27 octobre en raison de la voie unique étroite et de problèmes de fiabilité rencontrés lors des tests finaux, ce qui n'empêche pas l'Office fédéral des transports de donner l'autorisation d'exploitation de la ligne le 15 septembre 2008. La ligne est inaugurée officiellement le 18 septembre 2008, en présence du conseiller fédéral Moritz Leuenberger qui avait posé la première pierre, marquant le début d'un week-end inaugural de quatre jours durant lequel la ligne fonctionne sous conditions avec un service réduit,. Après d'ultimes tests,, malgré une fiabilité du métro à 95% seulement, la mise en service commerciale est effectuée le 27 octobre 2008,. Si le succès de la ligne est immédiat, les pannes resteront nombreuses au cours des premiers mois d'exploitation,,.
Sur le plan politique, François Marthaler, alors Conseiller d'État du canton de Vaud chargé du Département des infrastructures depuis 2004 déclare sur la durée d'un tel projet quelques jours avant l'inauguration : « je vais inaugurer le M2 qui a été lancé par Daniel Schmutz dans les années 90 et dont les crédits ont été obtenus par Philippe Biéler ». En matière de financement, Michel Béguelin, qui représente le canton au conseil des États a également contribué à chercher une solution lorsque le devis est passé de 450 à 647 millions en l'an 2000, en proposant au Conseil fédéral de trouver un financement fédéral avec l'idée d'une rétrocession des taxes sur les carburants pour accélérer les investissements en trafic d'agglomération. En 2002, la Confédération annonce un apport de 70 millions. Pascal Broulis est chargé du Département des finances du canton de 2002 à 2022. Au niveau de la ville de Lausanne, le conseiller municipal Olivier Français, chargé de la Direction des travaux et ingénieur de formation, a supervisé pour le compte de la municipalité l'avancée des travaux en étroite collaboration avec le syndic Daniel Brélaz, chargé également des finances de la ville.
La mise en service du M2 s'est accompagnée de celle du « Réseau 08 », une réorganisation globale du réseau de bus et de trolleybus afin de les articuler autour du métro, qui a pour objectif d'améliorer les dessertes même sur les lignes non impactées par la mise en service de ce dernier, par réinvestissement des kilomètres/bus provenant des lignes réduites ou supprimées par le métro,. Les lignes régionales sont rabattues sur le métro, de même pour les lignes urbaines dont la réduction du temps de trajet compense le temps perdu pour la correspondance.
La ligne permet des gains de temps considérables par rapport à la situation antérieure, y compris sur le tracé de l'ancien LO. Par exemple le temps de parcours sur le tracé repris à ce dernier passe de cinq à trois minutes et avec le tronçon nouvellement construit il passe de 33 à 17 minutes d'un terminus à l'autre de la ligne. La création de la ligne s'est accompagnée sur sa partie nord, la partie sud ayant déjà vu de tels aménagements au XIXe siècle lors de la construction du funiculaire, de la création de nouveaux logements comme à la Sallaz ou d'un pôle de biotechnologies de huit hectares à Épalinges, le Biopôle.
L'aménagement de la promenade de la Ficelle a été récompensée par le prix du Flâneur d'Or 2008, ce prix est décerné aux projets d'aménagements piétons jugés exemplaires par les organisateurs. La construction de la ligne a été le plus grand chantier de génie civil qu'ait connu Lausanne.

### Coût et financement

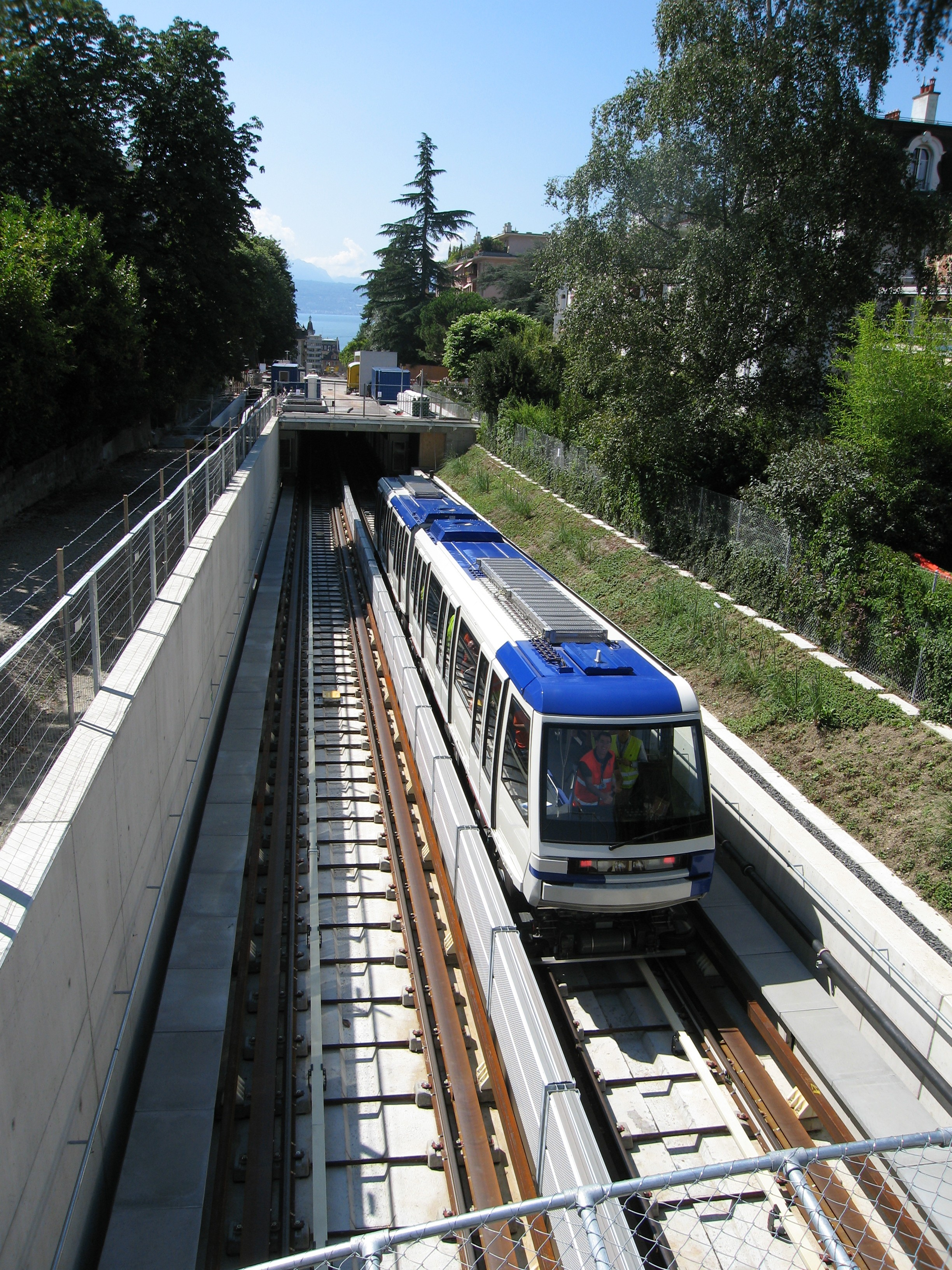
Premier passage d'une rame entre Grancy et Délices, le 24 août 2007.

La ligne est estimée, en valeur 2000, à 590 millions de francs suisses hors taxes, plus 23,6 millions de marge budgétaire soit 4 % du coût, répartis de la façon suivante :
- Terrains (acquisitions, archéologies, etc.) : 5,7 MCHF ;
- Travaux préparatoires : 8 MCHF ;
- Ouvrages de génie civil : 257,7 MCHF ;
- Installations techniques des stations : 26,4 MCHF ;
- Second œuvre des stations : 22,1 MCHF ;
- Voies et caniveaux (dont démontage des voies du LO) : 35,8 MCHF ;
- Aménagement de génie civil : 3 MCHF ;
- Garage-atelier : 13,5 MCHF ;
- Matériel roulant et automatismes :180 MCHF ;
- Frais secondaires (assurances, autorisations, etc.) : 13,6 MCHF ;
- Honoraires : 24,1 MCHF.

En 2002, le financement se répartit ainsi :
- Canton de Vaud : 420 MCHF, sous forme de deux prêts de 305,5 et 114,5 millions de francs à la société Lausanne-Ouchy SA, maître d’œuvre ;
- Commune de Lausanne : 100 MCHF, sous forme d'une garantie financière à cette même société ;
- La Confédération : 70 MCHF, sous la forme d'une subvention.

L'évolution des coûts, qui entraîne un renchérissement du projet de 116 millions de francs suisses, est financée par un emprunt contracté par le maître d’œuvre. La Confédération a finalement financé la ligne à hauteur de 190 millions de francs suisses, dont 120 millions provenant du fonds d'infrastructure.
En 2015, un projet de décret a été présenté au canton de Vaud pour l'acquisition de trois rames Be 8/8 TL supplémentaires, portant à 18 le nombre de rame, en accordant aux TL une garantie de l’État de 36 200 000 francs suisses. En 2008, une rame avait coûté 8,4 millions d'euros et en 2015, 10,9 millions d'euros. L’écart de 30 % s’explique par la répartition de frais fixes liés à la commande complémentaire limitée à une série de trois trains et le renchérissement intervenu en dix ans. Les autres frais sont le coût des pièces de réserve supplémentaires, ingénierie et expertise, essais, mise en service, homologation, maîtrise d’ouvrage, divers et imprévus.

### Augmentation de la capacité
En juin et juillet 2009, de fortes pluies ont provoqué l'inondation de la station Ouchy, provoquant d'importantes pannes. Un autre souci, corrigé par la suite, est le bruit strident au freinage, particulièrement à la station Lausanne-Gare où la pente est la plus forte,.
Cinq ans après son inauguration, la ligne est victime de son succès. Alors que les ingénieurs tablaient sur une fréquentation de près de 23,8 millions de voyageurs après cinq ans, quatre ans après la mise en exploitation, en 2012, le M2 transportait déjà 26,6 millions de voyageurs, et en 2018, la fréquentation est passée à 31,460 millions de voyageurs,. D'après Vincent Kaufmann, directeur du Laboratoire de sociologie urbaine de l'EPFL : « Les prévisions n’ont pas vu le report modal massif de la voiture vers les transports publics qui s’opère depuis [2008] » qui précise, dans le cas de Lausanne qui voit le trafic automobile en centre-ville chuter de 13 %, que « l’effet est boosté par le saut qualitatif en matière de mobilité qu’offre le M2 ». Le 30 octobre 2013, des mesures d'urgence ont été prises, avec notamment la réduction du nombre de places assises afin d'augmenter la capacité d'accueil des rames, et l'utilisation simultanée de 14 des 15 rames, au lieu de 12 à l'origine, afin d'augmenter la fréquence.
Un frein majeur existe concernant la hausse de la capacité de la ligne : le tronçon à voie unique sous la gare, faisant du M2 le seul métro automatique au monde à utiliser un tel tronçon. Bien que l'élargissement du tunnel, pour permettre le doublement des voies, aurait coûté 20 millions de francs supplémentaires, sur un budget de 750 millions de francs, en 2002, le canton de Vaud, qui se trouvait alors dans les chiffres rouges, avait jugé préférable l'option de conserver le tunnel dans ses dimensions déjà existantes, à une seule voie, qui datait de l'époque de la Ficelle, entre les stations de Lausanne-Gare et Grancy. Quant à la municipalité de Lausanne, elle estimait que réclamer un surcoût de 20 millions de francs pour l'élargissement du tunnel, risquait de compromettre tout le projet.
En 2012, la société Métro Lausanne-Ouchy SA, détentrice de la concession et exploitant historique, est radiée du registre du commerce, ses actifs sont repris par les TL. Le froid cause de nouvelles pannes, des arcs électriques à la station Grancy poussent début octobre l'exploitant à interrompre le service durant plusieurs heures par sécurité.
Le 7 décembre 2015, la station terminale d'Ouchy est renommée Ouchy-Olympique. Ce changement de nom intervient à la fin de l'année marquant les cent ans de l'installation du Comité international olympique à Lausanne, dans le quartier desservi par cette station de métro, et a coûté 200 000 francs afin d'actualiser la signalétique.
Fin 2016, toujours afin d'augmenter la capacité de la ligne, le temps de parcours est réduit de 21 à 19 minutes grâce à une modification du système de pilotage automatique via une hausse des vitesses atteinte, sans toutefois atteindre 60 km/h — la vitesse maximale du système — et une réduction du temps d'arrêt en station avec des arrêts plus francs. Ces mesures permettent d'augmenter de 20 % la capacité de la ligne par rapport à la situation en 2014.

## Tracé et stations

### Tracé

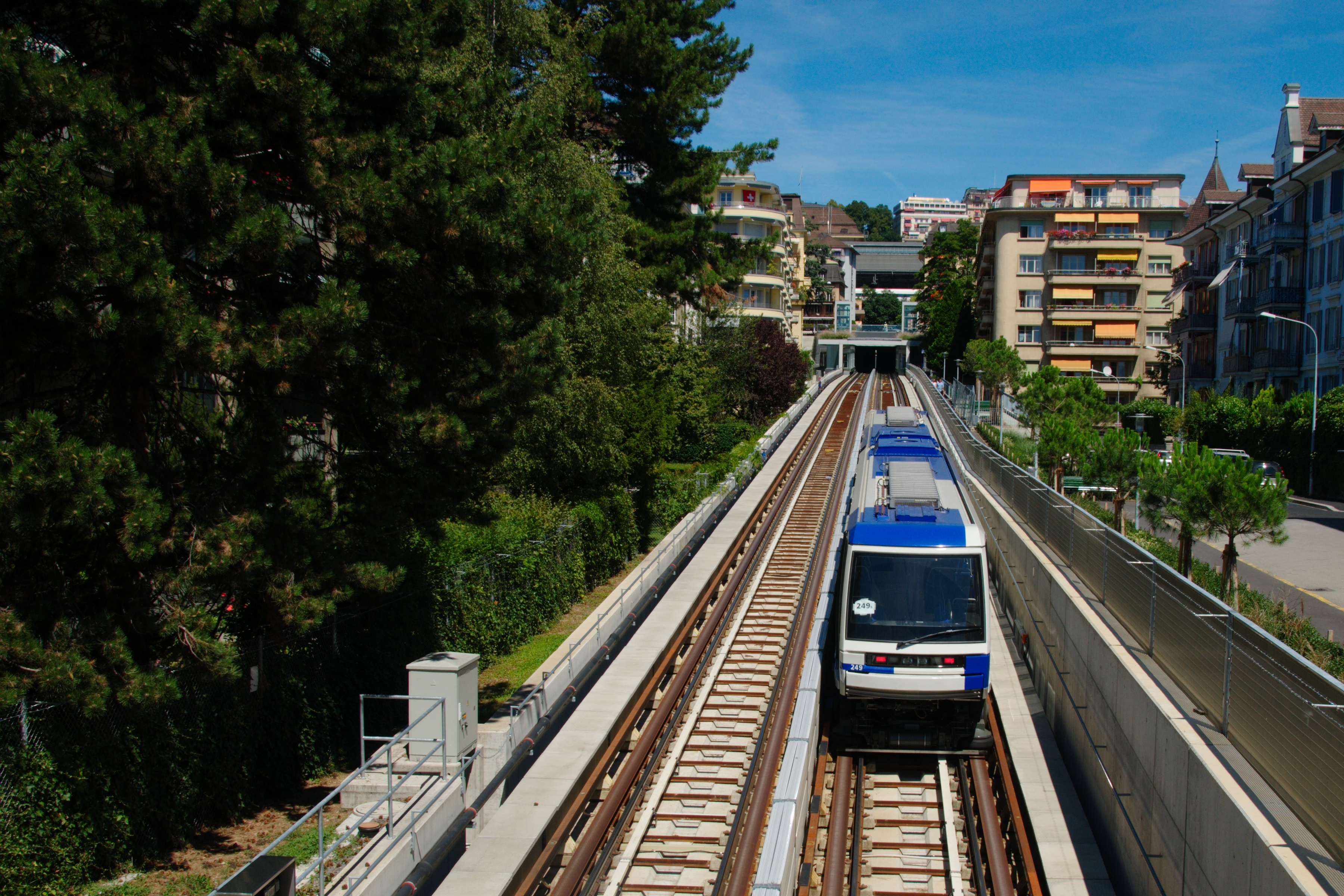
Vers la station Grancy.

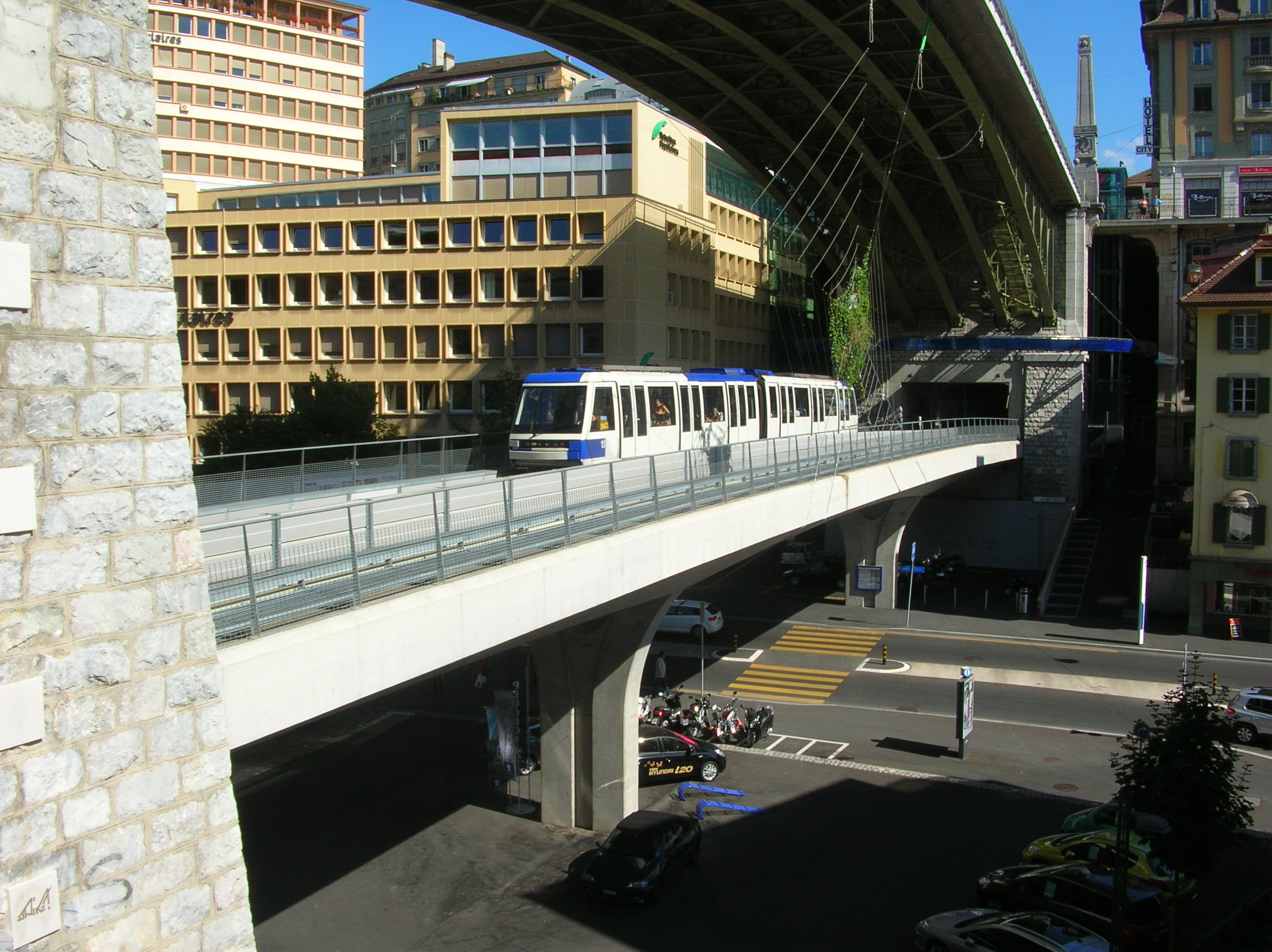
Le pont Saint-Martin.

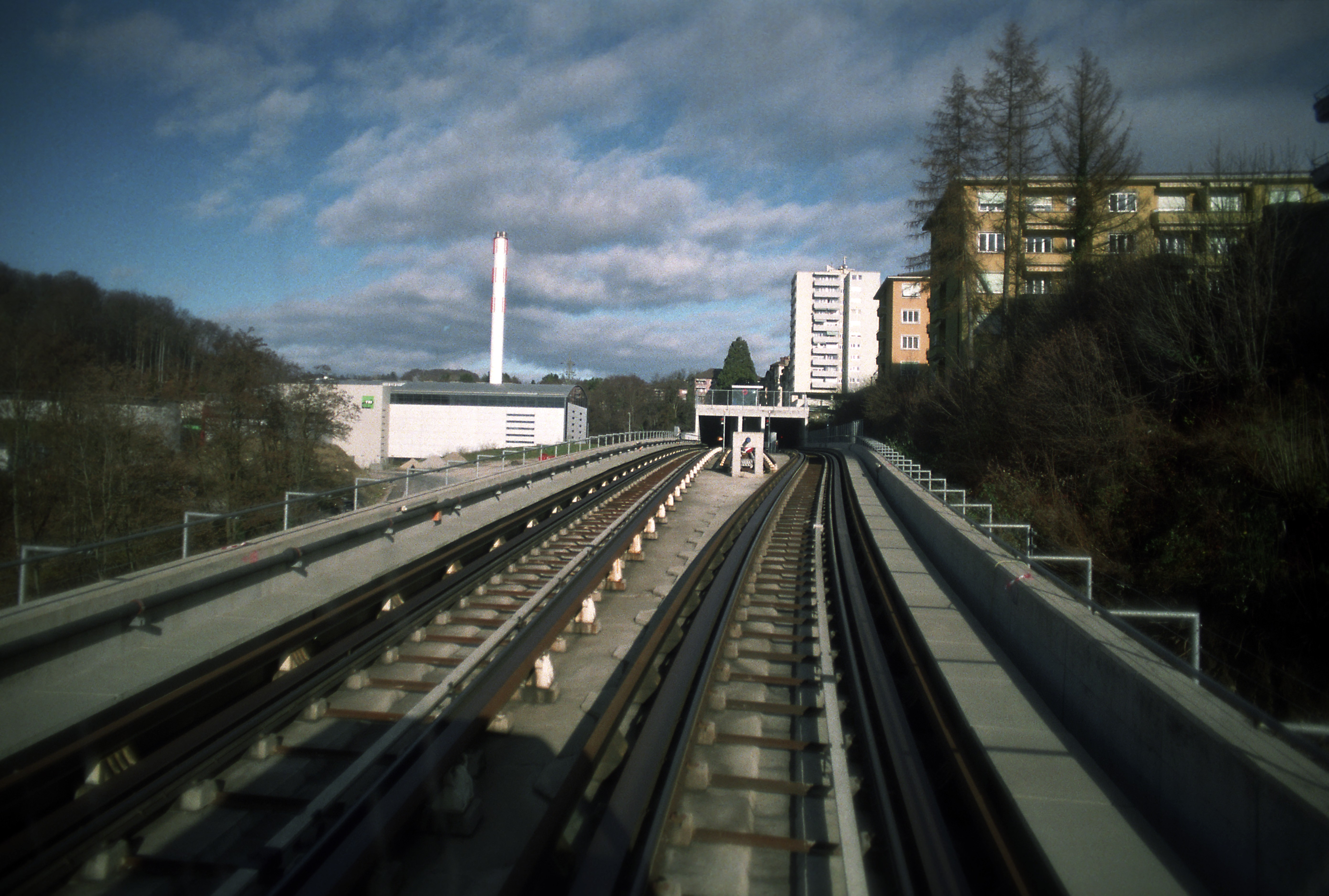
Approche de la station Sallaz.

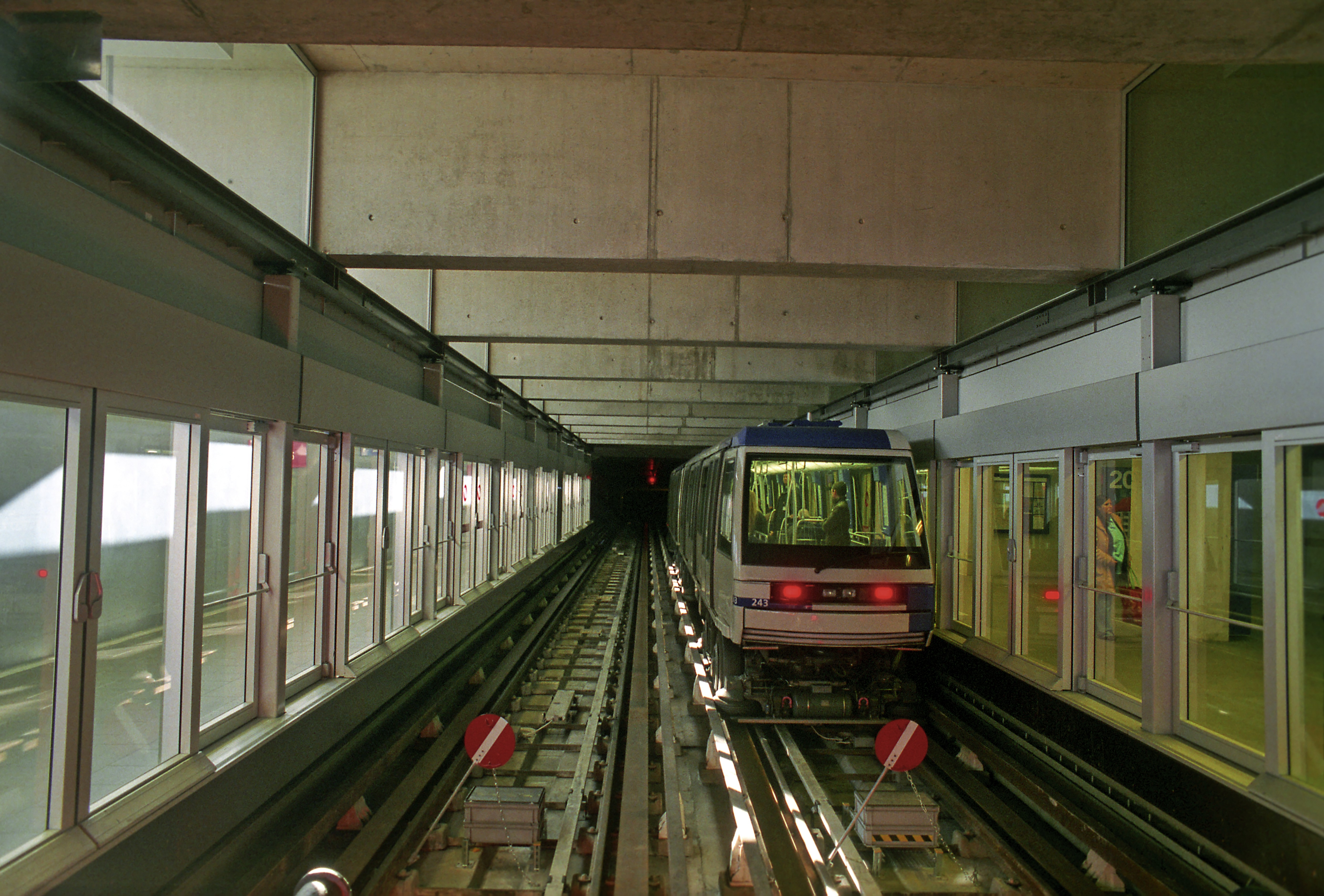
Terminus Croisettes.

La ligne, longue de 5,95 km est orientée nord-sud face à la pente, relie les rives du lac Léman à Ouchy avec la gare centrale, la gare du Flon, le Centre hospitalier universitaire vaudois (CHUV) jusqu'au terminus d'Épalinges (Croisettes). Elle est alimentée sous une tension de 750 V en courant continu par un rail latéral de guidage, le courant étant lui-même fourni par le réseau moyenne tension (11 500 V) des Services industriels de la ville de Lausanne.
La pente moyenne est de 57 ‰ avec des pointes à 120 ‰, pour un dénivelé total de 338 m (373 m d'altitude à Ouchy, 711 m aux Croisettes),. Cela fait du M2, le métro automatique sur pneus avec la plus forte déclivité du monde, mais n'est pas le métro le plus raide du monde, titre détenu par la ligne C du métro de Lyon, à crémaillère, et sa déclivité maximale de près de 170 ‰.
Les contraintes en matière de distance de freinage et de déclivité font que la vitesse commerciale de la ligne n'est que de 18 km/h, pour une vitesse maximale de 60 km/h. Pour vaincre la pente, et contrairement à son grand frère parisien de la ligne 14, le MP 89 CA, tous les bogies des rames Be 8/8 TL sont motorisés, contre un sur deux à Paris. 90 % du tracé se trouve en tunnel, les 10 % restants sont aériens ; les bandes de roulement de ces portions de voies à l'air libre sont chauffées en hiver pour assurer une bonne adhérence lors de mauvaises conditions météorologiques, notamment en cas de neige, de glace, ou encore de givre.
La ligne naît à la station Ouchy-Olympique, dans le quartier d'Ouchy au bord du lac Léman. La ligne monte immédiatement avec une pente passant de 14 ‰ jusqu'à atteindre 78 ‰ pour rejoindre la station Jordils, où la pente est plus faible avec 44 ‰, en passant successivement sous les ponts du Liseron et des Jordils, entrecoupés par les 121 mètres de la tranchée de l'ancienne ficelle, aujourd'hui recouverte par la section sud de la promenade de la ficelle.
La ligne passe sous le pont des Fontenailles puis par la tranchée recouverte du Grammont, longue de 210 mètres et formant la partie nord de la promenade, avec une pente atteignant jusqu'à 68 ‰, pour revenir à 44 ‰ à la station Délices. La ligne s'engage dans la tranchée Voltaire, restée à l'air libre avec ses 194 mètres de long, surplombée par une passerelle piétonne à hauteur de l'emplacement de l'ancienne station Montriond du Lausanne-Ouchy, puis franchit l'avenue Édouard Dapples par un pont-rail avec une pente de 67 ‰, puis la ligne redevient souterraine à la station Grancy, où se situe la première sous-station électrique et où la pente repasse à 44 ‰.
La ligne s'engage alors dans le tunnel à voie unique de 238 mètres en pente de 51 ‰ sous les voies de la gare de Lausanne — la décision de ne conserver qu'une seule voie s'est avérée problématique, en raison d'une sous évaluation de la fréquentation de la ligne — puis repasse en double voie juste avant d'arriver à la station Lausanne-Gare, la plus raide de la ligne avec une pente de 114 ‰, identique à celle du tunnel de 246 mètres autrefois commun au Lausanne-Ouchy et au Lausanne-Gare conduisant la ligne à la station Lausanne-Flon, ancien terminus du LO, décaissée et abaissée d'un niveau pour passer sous la place de l'Europe, et rendue par conséquent plane.
La ligne s'engage dans la courte tranchée couverte Bel-Air (28 mètres) suivie du tunnel Saint-Laurent long de 306 mètres puis dans la tranchée couverte Haldimand, courte avec ses 41 mètres mais où la pente atteint 110 ‰. L'ensemble constitué en courbes et contre-courbes permet de passer sous la place au pied de l'église réformée Saint-Laurent qui est contournée par l'ouest, puis rejoint la station Riponne-Maurice-Béjart, où se situe la seconde sous-station électrique, située sous la place de la Riponne. Les 12 mètres de la tranchée couverte Madeleine conduisent au tunnel de Viret long de 265 mètres, passant sous le musée historique de Lausanne et au sud de la cathédrale Notre-Dame, qui débouche dans la culée ouest du pont Bessières pour s'engager sur le pont Saint-Martin long de 113 mètres, en pente de 80 ‰ construit en dessous du premier, puis s'engage dans l'autre culée et arrive à la station Bessières, station semi-souterraine construite entre la pile et la culée du pont Bessières.
La ligne s'engage dans le tunnel Langallerie de 136 mètres de long, construit à faible profondeur, il passe à un endroit a à peine 3 mètres des fondations d'un immeuble, et marque une grande courbe à gauche l'emmenant à la tranchée couverte de 161 mètres dite du tribunal fédéral puis le tunnel du Perdonnet et ses 63 mètres de long et 68 ‰ de déclivité conduisant à la station Ours, l'une des plus profondes de la ligne et en pente faible de 25 ‰, située à mi-chemin de la place de l'Ours et du collège de Mon-Repos.
À partir de là, la ligne suit jusqu'à son terminus le tracé de la route principale 1. D'abord par le tunnel du Bugnon long de 486 mètres puis la tranchée couverte Hôpitaux (69 mètres de long) en pente de 113 ‰ conduisant à la station CHUV, où se situe la troisième sous-station électrique et elle aussi en pente, mais à 40 ‰ seulement. S'ensuit le tunnel des Falaises long de 503 mètres conduisant au vallon du Flon, franchit par le pont du vallon de 230 mètres de long et 60 ‰ de déclivité, juste avant d'arriver à la station Sallaz, l'unique station à quai central de la ligne.
La ligne s'engage dans la tranchée couverte de Sallaz (41 mètres) puis le tunnel de la route de Berne, le plus long de la ligne avec ses 665 mètres et sa déclivité maximale de 100 ‰, pour rejoindre la station Fourmi, où se situe la quatrième et dernière sous-station électrique de la ligne, la station la plus profonde de la ligne et avec une pente importante de 60 ‰. La ligne s'engage dans le tunnel AR passant sous l'autoroute A9 et long de 452 mètres, avec une déclivité maximale de 100 ‰, puis se décale légèrement sur la droite de la route de Berne pour entrer dans la tranchée couverte Jonction (72 mètres de long) pour desservir la station Vennes (en pente de 30 ‰), où se raccorde la voie d'accès de 109 mètres de long jusqu'au garage-atelier, puis entre sur le territoire de la commune d'Épalinges par une ultime tranchée couverte de 300 mètres à 110 ‰ de déclivité maximale conduisant jusqu'au terminus de la ligne, la station Croisettes, elle aussi en pente, de 40 ‰.

### Liste des stations
Elle conserve les stations de l'ancien Lausanne-Ouchy, à l'exception de la station Montriond qui est remplacée par les stations Délices et Grancy. La distance varie de 300 à 750 mètres entre les stations, soit une moyenne de 461 mètres ; avec une dénivellation totale de 375 mètres, la moyenne de dénivellation est de 26 mètres entre chaque station.
Les stations de métro de la ligne sont présentées du sud au nord :
|  |   |  | Stations               | Coordonnées                 | Communes (quartiers)             | Correspondances                                                     |
|  | - |  | ---------------------- | --------------------------- | -------------------------------- | ------------------------------------------------------------------- |
|  | ■ |  | Ouchy-Olympique        | 46° 30′ 25″ N, 6° 37′ 35″ E | Lausanne (Sous-Gare/Ouchy)       | CGN                                                                 |
|  | • |  | Jordils                | 46° 30′ 35″ N, 6° 37′ 38″ E | Lausanne (Sous-Gare/Ouchy)       |                                                                     |
|  | • |  | Délices                | 46° 30′ 43″ N, 6° 37′ 41″ E | Lausanne (Sous-Gare/Ouchy)       |                                                                     |
|  | • |  | Grancy                 | 46° 30′ 54″ N, 6° 37′ 44″ E | Lausanne (Sous-Gare/Ouchy)       |                                                                     |
|  | • |  | Lausanne-Gare          | 46° 31′ 02″ N, 6° 37′ 49″ E | Lausanne (Centre)                | RER Vaud : R1 R2 R3 R4 R5 R9 Liaisons nationales et internationales |
|  | • |  | Lausanne-Flon          | 46° 31′ 15″ N, 6° 37′ 49″ E | Lausanne (Centre)                | (Gare de Lausanne-Flon)                                             |
|  | • |  | Riponne-Maurice-Béjart | 46° 31′ 22″ N, 6° 37′ 58″ E | Lausanne (Centre)                |                                                                     |
|  | • |  | Bessières              | 46° 31′ 15″ N, 6° 38′ 13″ E | Lausanne (Centre)                |                                                                     |
|  | • |  | Ours                   | 46° 31′ 17″ N, 6° 38′ 26″ E | Lausanne (Vallon/Béthusy)        |                                                                     |
|  | • |  | CHUV                   | 46° 31′ 35″ N, 6° 38′ 29″ E | Lausanne (Vallon/Béthusy)        |                                                                     |
|  | • |  | Sallaz                 | 46° 31′ 58″ N, 6° 38′ 46″ E | Lausanne (Sallaz/Vennes/Séchaud) |                                                                     |
|  | • |  | Fourmi                 | 46° 32′ 20″ N, 6° 39′ 04″ E | Lausanne (Sallaz/Vennes/Séchaud) |                                                                     |
|  | • |  | Vennes                 | 46° 32′ 29″ N, 6° 39′ 28″ E | Lausanne (Sallaz/Vennes/Séchaud) | Parc relais                                                         |
|  | ■ |  | Croisettes             | 46° 32′ 36″ N, 6° 39′ 41″ E | Épalinges                        |                                                                     |

(Les stations en gras servent de départ ou de terminus à certaines missions)

### Aménagement des stations

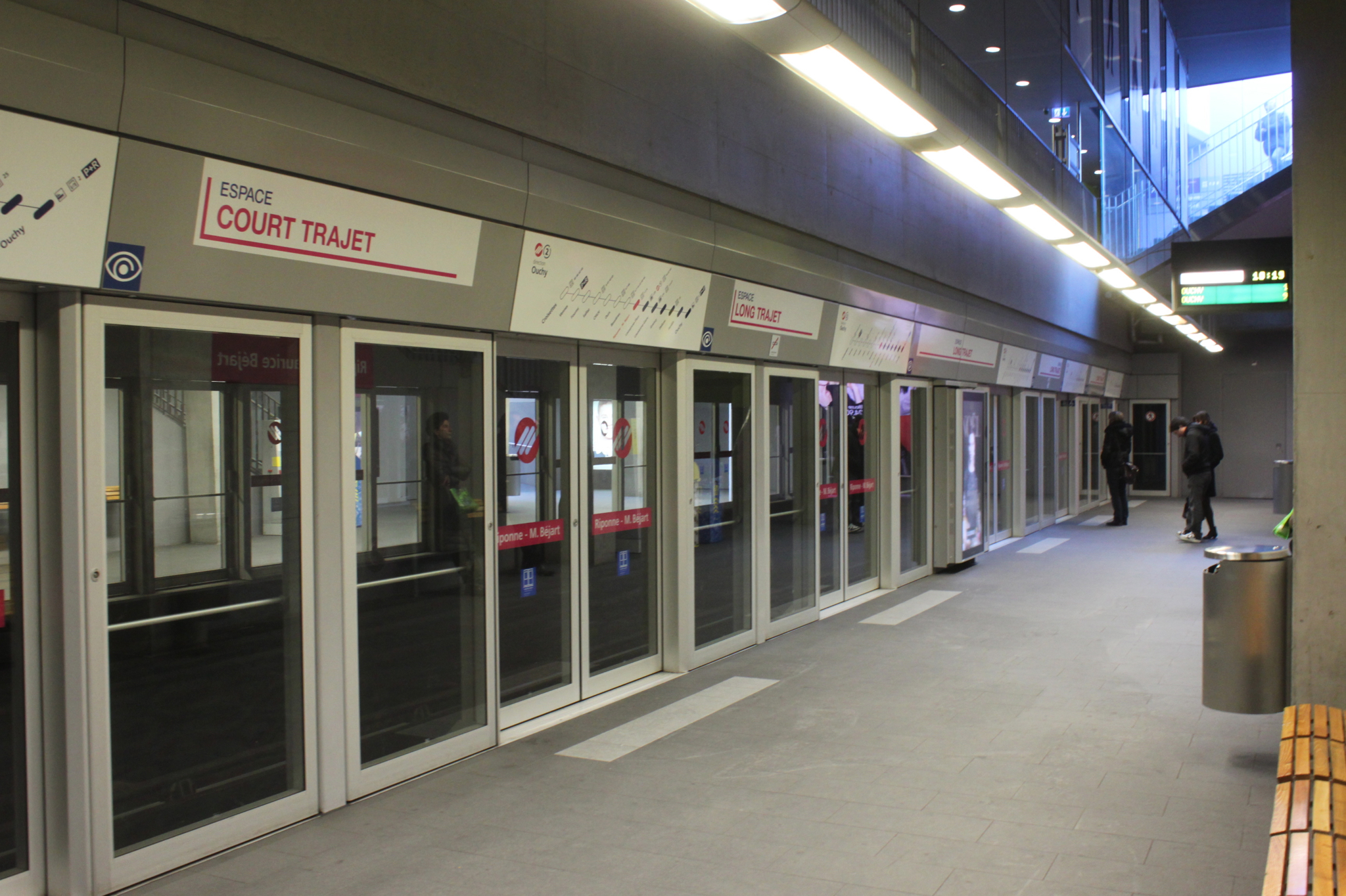
Quai de la station Riponne-Maurice-Béjart.

La ligne M2 compte quatorze stations toutes couvertes ou souterraines, avec des quais de 30 mètres de long, calibrés pour recevoir des rames à deux caisses et toutes équipées de portes palières automatiques et synchronisées avec les portes des trains sécurisant ainsi les quais.
Elles sont l'œuvre de différents architectes : Bernard Tschumi, Luca Merlini et Emmanuel Ventura (M + V) pour la station Lausanne-Flon, Luca Merlini et Emmanuel Ventura (M + V) pour les stations Lausanne-Gare et Riponne-Maurice-Béjart, Architram avec Emch+Berger pour les stations Ours et CHUV et Bessières avec le Groupement d'ingénieurs Gemel et CCHE Architectes pour les stations Ouchy-Olympique, Jordils, Délices, Grancy, Sallaz, Fourmi, Vennes et Croisettes.
Les stations souterraines sont situées le plus près possible de la surface avec un profondeur de 5 à 15 mètres sauf aux stations Ours et Fourmi respectivement profondes de 20 à 25 mètres, et sont pourvues d'escaliers, d'ascenseurs et sont accessibles aux personnes à mobilité réduite, sauf la station Lausanne-Gare qui n'est pas officiellement accessible,,,. Les architectes ont tiré parti de la déclivité lausannoise pour créer des dessertes sur plusieurs niveaux, faciliter les accès par des rampes et privilégier autant que possible l'arrivée de lumière naturelle. Toutes les stations sont équipées de caméras de surveillance, dans un but dissuasif et de protection, et des interphones permettent de communiquer avec le PCC et de distributeurs automatiques de titres de transport identiques à ceux présents sur l'ensemble du réseau des TL. Les stations sont fermées quand le métro ne circule pas, entre 1 h et 5 h 15 environ.
Des écrans d'informations placés en milieu de quai informent des prochains passages et des perturbations, tandis que les quais sont sonorisés pour diffuser une musique d'ambiance ou des messages d'informations.
Dans les rames, les stations sont annoncées par Renato Häusler, le guet de la cathédrale, dans le cadre d'un habillage sonore réalisé par l'artiste Patricia Bosshard. Les sept stations les plus importantes ont un accompagnement sonore et des jingles spécifiques, par exemple à Ouchy-Olympique il évoque la proximité de la station avec le Léman. De mars à juin 2012, à l'occasion des 30 ans de la radio Couleur 3, ces jingles furent remplacés par d'autres avec les voix des animateurs de la station de radio.

### Ateliers
L'entretien, la maintenance lourde et la révision régulière du matériel de la ligne M2, se déroule au Garage-atelier de Vennes, géographiquement proche et relié à la station Vennes. Il se décompose en deux entités distinctes : un atelier de maintenance et un atelier de révision de l'ensemble des rames de la ligne. L'ensemble qui comporte dix voies, identifiées par des lettres allant de A à I et T dont huit couvertes (A à H) et trois consacrées aux ateliers (F, G et H) a été construit lors de la transformation de la ligne en métro, les ateliers de l'ancienne crémaillère se trouvaient à côté du terminus Ouchy. Les ateliers permettent dans leur configuration initiale le remisage de 16 rames et l'entretien simultané de trois rames. La voie E est équipée d'un portique de lavage et les voies non couvertes sont identifiées par les lettres I et T.
L'ensemble a été conçu par le groupement composé des entreprises Emch + Berger et Luscher Architectes.

## Exploitation

### Le personnel d'exploitation
Huitante personnes furent recrutées en 2008 dont 43 pour le fonctionnement technique (18 au poste de contrôle et 25 agents en station), 22 techniciens de maintenance (dont 7 pour le matériel roulant et 7 pour les automatismes) et 7 nouveaux contrôleurs (sur un total de 32 contrôleurs).
Le personnel a été formé par Systra, dans le cadre de l'assistance à la maîtrise d'ouvrage, et la RATP, en raison de la similitude du matériel roulant avec celui de la ligne 14 du métro parisien, les agents ont notamment été formés sur le simulateur SOSIE 3 de la ligne 14, ainsi que sur un simulateur adapté aux spécificités lausannoises.

### Desserte
Selon l'horaire en date du 13 décembre 2020

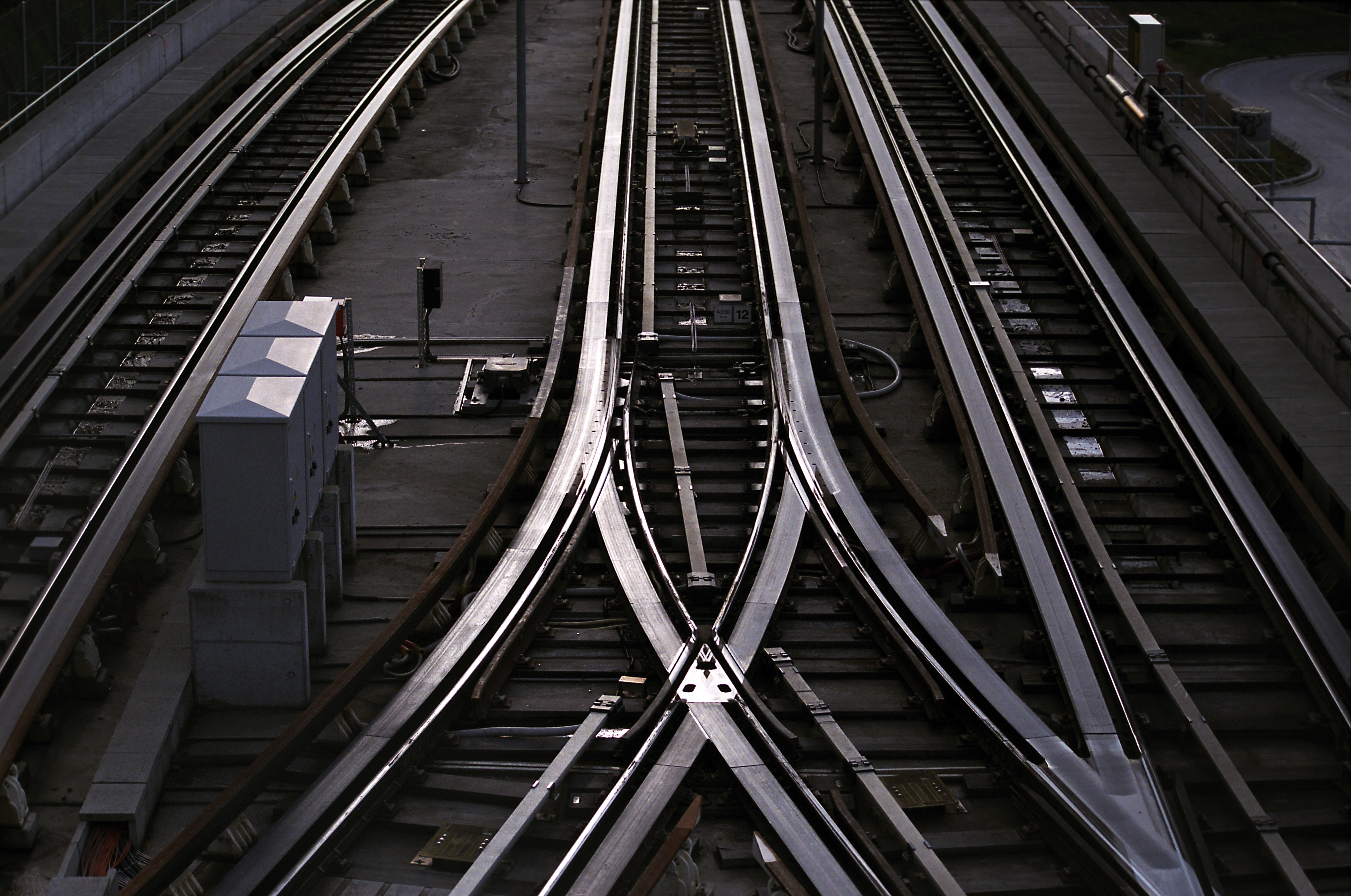
Voies et aiguilles du tiroir de manœuvre de la station Sallaz.

La ligne fonctionne du lundi au jeudi et les dimanches et fêtes de 5 h 43 à 0 h 40 du matin à la station Vennes, les vendredis et samedis soir trois départs sont ajoutés dans chaque sens, faisant que la ligne fonctionne jusqu'à 1 h du matin environ,. Le parcours complet demande, depuis 2016, 19 minutes au lieu de 21 à l'origine.
Entre Lausanne-Gare et Sallaz la fréquence est d'environ 2 minutes (contre 2,30 minutes en 2016 et 3 minutes à l'origine), tandis qu'elle est d'environ 4 minutes (5 minutes en 2016 et 6 minutes à l'origine) sur le reste de la ligne, les rames ne circulant pas systématiquement sur l'ensemble du tracé,. Ces fréquences, variant au maximum de deux à six minutes s'appliquent entre 6 h et 0 h environ, en dehors elle est d'environ 7 minutes.
En dehors des horaires de service, les nuits du dimanche au mercredi sont consacrées à l'entretien des voies et des divers systèmes et les nuits du jeudi au samedi aux formations et aux essais. L'extension du service le weekend jusqu'à 2 h du matin durant les nuits du vendredi et du samedi a été proposé en décembre 2017 par le conseiller communal Stéphane Wyssa et refusée par la ville, la jugeant trop cher (estimée à 370 000 CHF par an).

### Automatisme et signalisation
La ligne M2 est intégralement automatique, ce qui constitue une innovation majeure en Suisse, le pilotage est assuré par le système Urbalis 300 d'Alstom, utilisé aussi sur les lignes North East Line (NEL) et Circle Line (CCL) du métro de Singapour,. Le poste de commande centralisé est implanté au dépôt de Perrelet.
Le choix technique de l'automatisation permet une souplesse d'utilisation des rames sans commune mesure avec celle des lignes classiques. On peut notamment citer :
- l'insertion de rames en quelques minutes sur la ligne pour pallier un retard ou un gros afflux de passagers ;
- une fréquence minimale élevée hors des heures de pointe : un minimum de rames reste en fonctionnement quel que soit le nombre de voyageurs ;
- une fréquence maximale en heure de pointe, impossible à atteindre sur une ligne non automatique.

Bien qu'automatique, la ligne possède une signalisation lumineuse sommaire implantée aux aiguillages afin d'assurer leur protection : un feu monobloc affichant une barre horizontale rouge pour signifier l'arrêt ou une barre verticale blanche pour signifier que la voie est libre.

### Matériel roulant

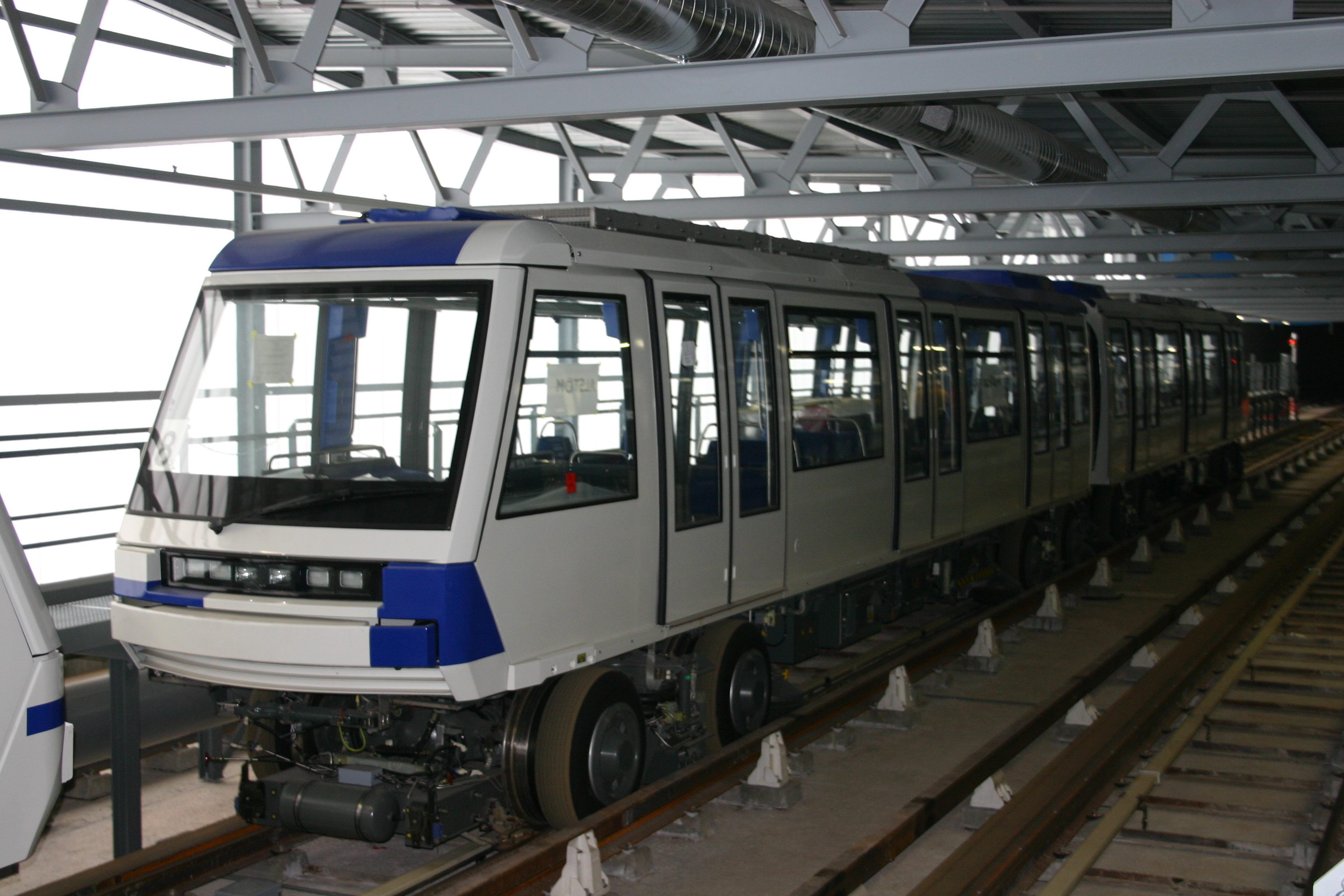
Une rame au garage-atelier de Vennes.

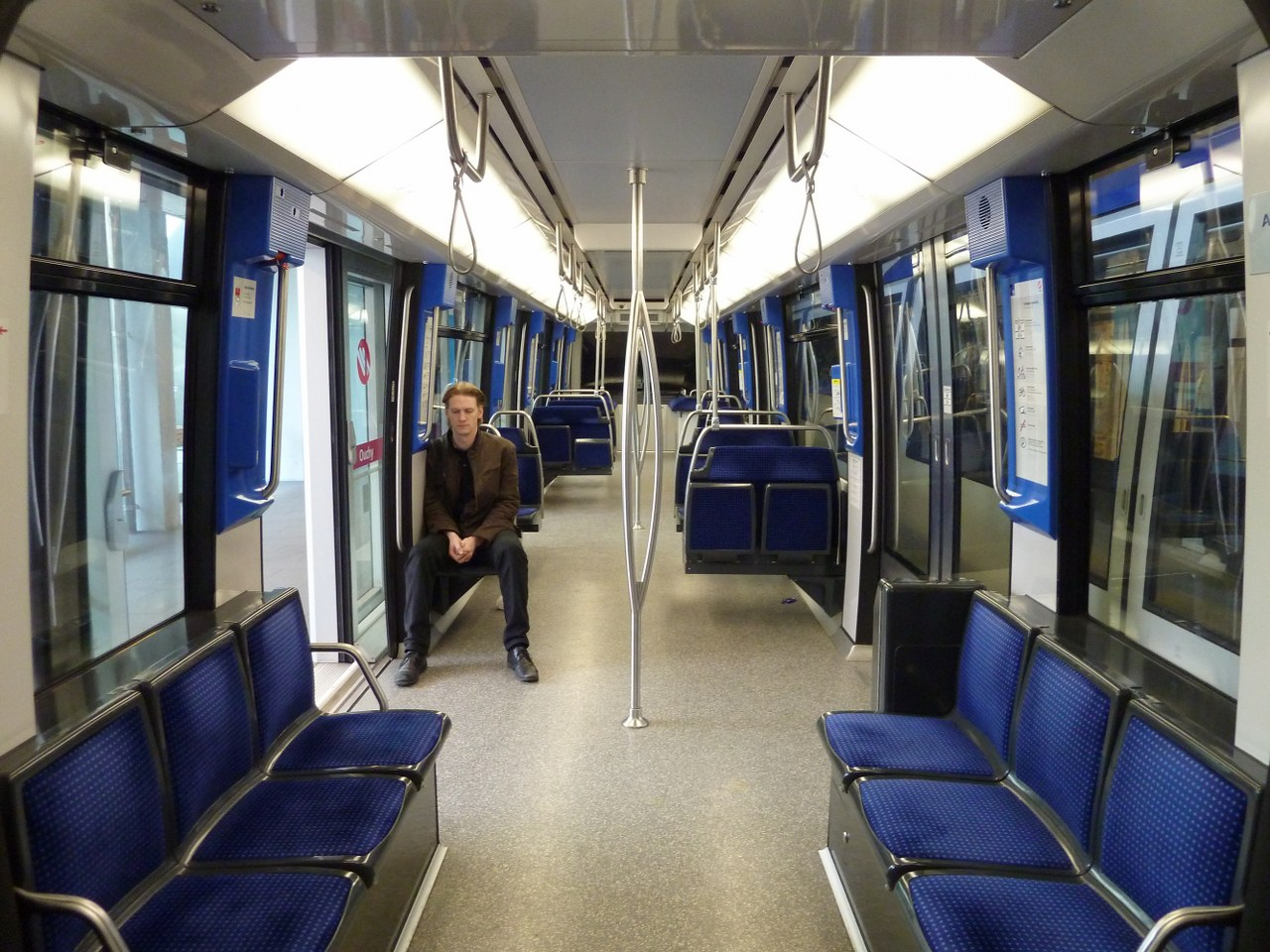
Intérieur d'une rame.

La ligne M2 est équipée de matériel roulant de type Be 8/8 TL, dérivé du MP 89 CA de la ligne 14 du métro de Paris. Ce matériel a été conçu par Alstom et possède un système de surveillance vidéo embarquée.
La ligne est équipée à son ouverture de 15 rames de deux voitures, les stations sont conçues selon cette configuration avec une longueur de 30 mètres.
Le 5 mai 2015, Alstom annonce avoir reçu une commande de trois rames supplémentaires du même type de la part des TL afin de pouvoir augmenter la capacité de la ligne M2. Cette commande porte donc le parc à 18 rames fin 2017. La livraison débute en avril 2017.
En plus des rames servies pour l'exploitation ordinaire de la ligne, les TL possèdent aussi deux véhicules Unimog pouvant circuler aussi bien sur les rails que sur la route. Ils permettent le dépannage de véhicules en panne sur la ligne et peuvent aussi circuler en unité multiple, auquel cas un seul chauffeur suffit pour conduire la composition.

### Bus relais
En cas de panne, des navettes de substitution de bus « Métrobus » assurent un service le long de la ligne de métro, au plus près des stations, sur tout ou partie de l'itinéraire. La ligne 2 du trolleybus peut aussi être renforcée le cas échéant.
Ils ont notamment été mis en place :
- Le 29 janvier 2016 où la ligne a connu deux pannes consécutives le matin, un incident sur la section en voie unique sous la gare puis défaut du circuit de voie le matin entre Ouchy et la gare, et un troisième incident l'après-midi sur ce même tronçon[109] ;
- Le 2 mai 2016 à la suite d'une panne électrique ayant entraîné une interruption totale de la ligne durant près d'une heure en pleine heure de pointe[110].

### Tarification
La ligne M2 est située sur les zones 11 et 12 de la communauté tarifaire Mobilis Vaud. La tarification est identique à celle des autres lignes des transports publics de la région lausannoise et du canton de Vaud en général, un billet unitaire une zone plein tarif coûte 3 francs suisses, 3,70 francs suisses pour deux zones.

### Trafic
Conçu pour acheminer 25 millions de passagers, le métro en transporte 28 millions six ans plus tard et 31 millions aujourd’hui.
Les prévisions de trafic établies en 2002 prévoyaient 23,3 millions de voyages après cinq ans d'exploitation, ce chiffre a été dépassé dès 2010, deux ans après l'ouverture, avec 24,495 millions. La croissance du trafic s'effectue à un rythme soutenu et, combiné aux améliorations de l'offre sur le réseau ferroviaire, participe à la hausse de l'utilisation des transports dans le canton de Vaud. En cumulant la fréquentation de l'ancien Lausanne-Ouchy (6,7 millions) et de l'ancienne ligne de trolleybus no 5, la fréquentation de l'axe aujourd'hui desservi par le M2 n'était que de 12 millions de voyageurs annuels. La ligne de substitution durant les travaux de construction avait une fréquentation d'environ cinq millions de voyageurs par an.
Une enquête menée par les TL en 2009 montre que 55 % des utilisateurs résident à Lausanne, 9 % à Épalinges, 7 % dans le reste de l'agglomération lausannoise, 19 % dans le canton de Vaud (hors agglomération) et 9 % viennent d'autres cantons suisses, montrant que le M2 a un rôle régional. Cette même enquête a aussi montré que 15 % des interrogés n'ont jamais utilisés les transports lausannois avant le M2, montrant que la ligne a permis d'attirer une nouvelle clientèle jusque-là peu ou pas utilisatrice des transports en commun.
Le cap des 100 000 voyageurs transporté a été franchi en à peine deux jours d'exploitation et celui du million de voyageurs en seulement dix-neuf jours,. La barre des cinq millions de passage est franchie au bout de cent jours,. La barre des 250 millions de voyageurs est franchie en mars 2018.
| Année                              | 2008  | 2009   | 2010   | 2011   | 2012   | 2013   | 2014   | 2015   | 2016   | 2017   | 2018   | 2019   | 2020   | 2021   | 2022   |
| Nombre de voyageurs (en millions), | 2,492 | 21,900 | 24,495 | 26,127 | 26,928 | 27,558 | 27,994 | 28,150 | 28,911 | 30,112 | 31,460 | 32,819 | 22,530 | 25,120 | 32,800 |

En 2010, la fréquentation journalière était de 105 000 voyageurs, le record absolu a été atteint le 24 novembre 2017, avec 122 000 voyageurs le jour du Black Friday.
En 2017, le cabinet de consultants Wavestone a noté la performance de vingt-deux métros automatiques à travers le monde. La ligne reçoit des notes mitigées, avec seulement 2,7 sur 5 en matière de cadence et de régularité et de 2,6 sur 5 en matière de performances de l'infrastructure et du matériel roulant. En revanche, les TL notent de leur côté un taux de satisfaction de près de 90 % en matière de propreté et de sûreté.

## Avenir
La station terminale Croisettes est prévue pour permettre un éventuel prolongement nord de la ligne vers le centre-ville d'Épalinges, voire jusqu'à la localité lausannoise du Chalet-à-Gobet et son école hôtelière, mais aucune échéance n'a été définie. L'urbanisation de ce secteur est cependant largement insuffisante à l'heure actuelle pour justifier un tel système de transport.
La mise en service d'ici à fin 2017 de trois nouvelles rames devrait permettre de passer de 5600 à 7000 voyageurs par heure sur la ligne, mais ne règle pas le principal point noir de la ligne, la section à voie unique sous la gare. Le projet, en lien avec le plan ferroviaire Léman 2030 qui prévoit la restructuration de la gare de Lausanne et le projet Axes forts prévoyant la création de nouvelles lignes de transport structurantes, consiste à construire pour fin 2025, un nouveau tronçon entièrement à double voie et une nouvelle station Lausanne-Gare à l'ouest de l'actuelle, qui deviendrait le terminus d'une navette entre celle-ci et la station Lausanne-Flon, à raison d'une rame toutes les trois minutes, qui serait le premier maillon de la future ligne M3 et une forme de renaissance du Lausanne-Gare, qui effectuait autrefois la navette entre ces deux stations,,,. Le système de pilotage automatique de la ligne sera renouvelé dès 2023, le nouveau système sera plus performant et équipera aussi la future ligne M3 afin d'avoir une interopérabilité entre les deux lignes.
La station Croisettes sera dotée d'un nouveau tiroir de rebroussement, à une échéance encore indéterminée, estimé à 13 millions de francs, afin d'augmenter le nombre de rames en circulation sur la ligne.